# Llista d'asteroides (281001-282000)
Llista d'asteroides del 281.001 al 282.000, amb data de descoberta i descobridor. És un fragment de la llista d'asteroides completa. Als asteroides se'ls dona un número quan es confirma la seva òrbita, per tant apareixen llistats aproximadament segons la data de descobriment.

## 281001-281100
| Nom    | Designació provisional | Data de descobriment   | Lloc de descobriment | Descobridor/s        |
| ------ | ---------------------- | ---------------------- | -------------------- | -------------------- |
| 281001 | 2006 DT141             | 25 de febrer de 2006   | Kitt Peak            | Spacewatch           |
| 281002 | 2006 DB164             | 27 de febrer de 2006   | Mount Lemmon         | Mt. Lemmon Survey    |
| 281003 | 2006 DJ171             | 27 de febrer de 2006   | Kitt Peak            | Spacewatch           |
| 281004 | 2006 DB181             | 27 de febrer de 2006   | Kitt Peak            | Spacewatch           |
| 281005 | 2006 DH191             | 27 de febrer de 2006   | Kitt Peak            | Spacewatch           |
| 281006 | 2006 DW203             | 23 de febrer de 2006   | Anderson Mesa        | LONEOS               |
| 281007 | 2006 DR204             | 27 de febrer de 2006   | Catalina             | CSS                  |
| 281008 | 2006 DU207             | 25 de febrer de 2006   | Kitt Peak            | Spacewatch           |
| 281009 | 2006 DN208             | 25 de febrer de 2006   | Kitt Peak            | Spacewatch           |
| 281010 | 2006 DJ215             | 25 de febrer de 2006   | Mount Lemmon         | Mt. Lemmon Survey    |
| 281011 | 2006 ET2               | 2 de març de 2006      | Kitt Peak            | Spacewatch           |
| 281012 | 2006 EA11              | 2 de març de 2006      | Kitt Peak            | Spacewatch           |
| 281013 | 2006 EE13              | 2 de març de 2006      | Kitt Peak            | Spacewatch           |
| 281014 | 2006 EC21              | 3 de març de 2006      | Kitt Peak            | Spacewatch           |
| 281015 | 2006 EJ32              | 3 de març de 2006      | Mount Lemmon         | Mt. Lemmon Survey    |
| 281016 | 2006 EH37              | 3 de març de 2006      | Kitt Peak            | Spacewatch           |
| 281017 | 2006 EV60              | 5 de març de 2006      | Kitt Peak            | Spacewatch           |
| 281018 | 2006 ED63              | 5 de març de 2006      | Kitt Peak            | Spacewatch           |
| 281019 | 2006 EB65              | 5 de març de 2006      | Kitt Peak            | Spacewatch           |
| 281020 | 2006 EH65              | 5 de març de 2006      | Kitt Peak            | Spacewatch           |
| 281021 | 2006 EX68              | 2 de març de 2006      | Kitt Peak            | M. W. Buie           |
| 281022 | 2006 EV69              | 9 de març de 2006      | Catalina             | CSS                  |
| 281023 | 2006 FZ5               | 23 de març de 2006     | Mount Lemmon         | Mt. Lemmon Survey    |
| 281024 | 2006 FH53              | 25 de març de 2006     | Kitt Peak            | Spacewatch           |
| 281025 | 2006 GR                | 2 d'abril de 2006      | Piszkesteto          | K. Sarneczky         |
| 281026 | 2006 GU4               | 2 d'abril de 2006      | Kitt Peak            | Spacewatch           |
| 281027 | 2006 GK13              | 2 d'abril de 2006      | Kitt Peak            | Spacewatch           |
| 281028 | 2006 GS14              | 2 d'abril de 2006      | Kitt Peak            | Spacewatch           |
| 281029 | 2006 GU14              | 2 d'abril de 2006      | Kitt Peak            | Spacewatch           |
| 281030 | 2006 GF30              | 2 d'abril de 2006      | Mount Lemmon         | Mt. Lemmon Survey    |
| 281031 | 2006 GS45              | 8 d'abril de 2006      | Kitt Peak            | Spacewatch           |
| 281032 | 2006 GX54              | 8 d'abril de 2006      | Kitt Peak            | Spacewatch           |
| 281033 | 2006 HF9               | 19 d'abril de 2006     | Kitt Peak            | Spacewatch           |
| 281034 | 2006 HP12              | 19 d'abril de 2006     | Mount Lemmon         | Mt. Lemmon Survey    |
| 281035 | 2006 HM21              | 20 d'abril de 2006     | Kitt Peak            | Spacewatch           |
| 281036 | 2006 HB22              | 20 d'abril de 2006     | Kitt Peak            | Spacewatch           |
| 281037 | 2006 HS22              | 20 d'abril de 2006     | Kitt Peak            | Spacewatch           |
| 281038 | 2006 HE27              | 20 d'abril de 2006     | Kitt Peak            | Spacewatch           |
| 281039 | 2006 HX36              | 21 d'abril de 2006     | Kitt Peak            | Spacewatch           |
| 281040 | 2006 HY39              | 21 d'abril de 2006     | Kitt Peak            | Spacewatch           |
| 281041 | 2006 HV46              | 20 d'abril de 2006     | Kitt Peak            | Spacewatch           |
| 281042 | 2006 HE50              | 26 d'abril de 2006     | Kitt Peak            | Spacewatch           |
| 281043 | 2006 HO51              | 26 d'abril de 2006     | Reedy Creek          | J. Broughton         |
| 281044 | 2006 HF60              | 26 d'abril de 2006     | Anderson Mesa        | LONEOS               |
| 281045 | 2006 HL66              | 24 d'abril de 2006     | Kitt Peak            | Spacewatch           |
| 281046 | 2006 HF90              | 13 de gener de 2005    | Catalina             | CSS                  |
| 281047 | 2006 HL110             | 26 d'abril de 2006     | Siding Spring        | Siding Spring Survey |
| 281048 | 2006 HA116             | 26 d'abril de 2006     | Mount Lemmon         | Mt. Lemmon Survey    |
| 281049 | 2006 HQ123             | 24 d'abril de 2006     | Kitt Peak            | Spacewatch           |
| 281050 | 2006 HG124             | 26 d'abril de 2006     | Cerro Tololo         | M. W. Buie           |
| 281051 | 2006 HP124             | 26 d'abril de 2006     | Cerro Tololo         | M. W. Buie           |
| 281052 | 2006 HH153             | 20 d'abril de 2006     | Kitt Peak            | Spacewatch           |
| 281053 | 2006 JD12              | 1 de maig de 2006      | Kitt Peak            | Spacewatch           |
| 281054 | 2006 JE17              | 2 de maig de 2006      | Kitt Peak            | Spacewatch           |
| 281055 | 2006 JE39              | 6 de maig de 2006      | Mount Lemmon         | Mt. Lemmon Survey    |
| 281056 | 2006 JT63              | 1 de maig de 2006      | Kitt Peak            | M. W. Buie           |
| 281057 | 2006 KO4               | 19 de maig de 2006     | Mount Lemmon         | Mt. Lemmon Survey    |
| 281058 | 2006 KZ4               | 19 de maig de 2006     | Mount Lemmon         | Mt. Lemmon Survey    |
| 281059 | 2006 KF13              | 20 de maig de 2006     | Kitt Peak            | Spacewatch           |
| 281060 | 2006 KE26              | 20 de maig de 2006     | Kitt Peak            | Spacewatch           |
| 281061 | 2006 KR27              | 20 de maig de 2006     | Kitt Peak            | Spacewatch           |
| 281062 | 2006 KQ33              | 20 de maig de 2006     | Kitt Peak            | Spacewatch           |
| 281063 | 2006 KH46              | 21 de maig de 2006     | Mount Lemmon         | Mt. Lemmon Survey    |
| 281064 | 2006 KE73              | 23 de maig de 2006     | Kitt Peak            | Spacewatch           |
| 281065 | 2006 KJ83              | 20 de maig de 2006     | Palomar              | NEAT                 |
| 281066 | 2006 KT122             | 22 de maig de 2006     | Kitt Peak            | Spacewatch           |
| 281067 | 2006 KU130             | 25 de maig de 2006     | Mauna Kea            | P. A. Wiegert        |
| 281068 | 2006 OK1               | 18 de juliol de 2006   | Lulin                | LUSS                 |
| 281069 | 2006 OO10              | 25 de juliol de 2006   | Ottmarsheim          | C. Rinner            |
| 281070 | 2006 OY10              | 21 de juliol de 2006   | Mauna Kea            | D. J. Tholen         |
| 281071 | 2006 PM                | 6 d'agost de 2006      | Pla D'Arguines       | R. Ferrando          |
| 281072 | 2006 PB42              | 14 d'agost de 2006     | Palomar              | NEAT                 |
| 281073 | 2006 QK100             | 24 d'agost de 2006     | Palomar              | NEAT                 |
| 281074 | 2006 QL119             | 28 d'agost de 2006     | Socorro              | LINEAR               |
| 281075 | 2006 QE120             | 29 d'agost de 2006     | Catalina             | CSS                  |
| 281076 | 2006 QV122             | 29 d'agost de 2006     | Anderson Mesa        | LONEOS               |
| 281077 | 2006 QD136             | 28 d'agost de 2006     | Goodricke-Pigott     | R. A. Tucker         |
| 281078 | 2006 QF141             | 18 d'agost de 2006     | Palomar              | NEAT                 |
| 281079 | 2006 RB26              | 14 de setembre de 2006 | Kitt Peak            | Spacewatch           |
| 281080 | 2006 RR61              | 12 de setembre de 2006 | Catalina             | CSS                  |
| 281081 | 2006 RX102             | 14 de setembre de 2006 | Palomar              | NEAT                 |
| 281082 | 2006 SH33              | 17 de setembre de 2006 | Catalina             | CSS                  |
| 281083 | 2006 SD55              | 18 de setembre de 2006 | Catalina             | CSS                  |
| 281084 | 2006 SF59              | 16 de setembre de 2006 | Catalina             | CSS                  |
| 281085 | 2006 SD139             | 21 de setembre de 2006 | Anderson Mesa        | LONEOS               |
| 281086 | 2006 SN220             | 25 de setembre de 2006 | Socorro              | LINEAR               |
| 281087 | 2006 SN231             | 26 de setembre de 2006 | Kitt Peak            | Spacewatch           |
| 281088 | 2006 SY411             | 28 de setembre de 2006 | Catalina             | CSS                  |
| 281089 | 2006 SG412             | 27 de setembre de 2006 | Mount Lemmon         | Mt. Lemmon Survey    |
| 281090 | 2006 TY73              | 11 d'octubre de 2006   | Palomar              | NEAT                 |
| 281091 | 2006 TW99              | 15 d'octubre de 2006   | Kitt Peak            | Spacewatch           |
| 281092 | 2006 TE120             | 12 d'octubre de 2006   | Apache Point         | A. C. Becker         |
| 281093 | 2006 UR109             | 19 d'octubre de 2006   | Kitt Peak            | Spacewatch           |
| 281094 | 2006 UB210             | 23 d'octubre de 2006   | Kitt Peak            | Spacewatch           |
| 281095 | 2006 UT218             | 16 d'octubre de 2006   | Catalina             | CSS                  |
| 281096 | 2006 UT272             | 27 d'octubre de 2006   | Kitt Peak            | Spacewatch           |
| 281097 | 2006 UR328             | 19 d'octubre de 2006   | Catalina             | CSS                  |
| 281098 | 2006 VV28              | 10 de novembre de 2006 | Kitt Peak            | Spacewatch           |
| 281099 | 2006 VU70              | 11 de novembre de 2006 | Kitt Peak            | Spacewatch           |
| 281100 | 2006 WS10              | 16 de novembre de 2006 | Socorro              | LINEAR               |

## 281101-281200
| Nom          | Designació provisional | Data de descobriment   | Lloc de descobriment | Descobridor/s       |
| ------------ | ---------------------- | ---------------------- | -------------------- | ------------------- |
| 281101       | 2006 WJ17              | 17 de novembre de 2006 | Socorro              | LINEAR              |
| 281102       | 2006 WZ79              | 18 de novembre de 2006 | Kitt Peak            | Spacewatch          |
| 281103       | 2006 WT82              | 18 de novembre de 2006 | Kitt Peak            | Spacewatch          |
| 281104       | 2006 WY159             | 22 de novembre de 2006 | Mount Lemmon         | Mt. Lemmon Survey   |
| 281105       | 2006 WT198             | 20 de novembre de 2006 | Catalina             | CSS                 |
| 281106       | 2006 XE56              | 13 de desembre de 2006 | Mount Lemmon         | Mt. Lemmon Survey   |
| 281107       | 2006 XR73              | 15 de desembre de 2006 | Catalina             | CSS                 |
| 281108       | 2006 YC2               | 17 de desembre de 2006 | 7300                 | W. K. Y. Yeung      |
| 281109       | 2006 YM34              | 21 de desembre de 2006 | Kitt Peak            | Spacewatch          |
| 281110       | 2007 AW1               | 8 de gener de 2007     | Mount Lemmon         | Mt. Lemmon Survey   |
| 281111       | 2007 AU6               | 9 de gener de 2007     | Kitt Peak            | Spacewatch          |
| 281112       | 2007 AN14              | 9 de gener de 2007     | Mount Lemmon         | Mt. Lemmon Survey   |
| 281113       | 2007 AV21              | 15 de gener de 2007    | Anderson Mesa        | LONEOS              |
| 281114       | 2007 BX10              | 17 de gener de 2007    | Kitt Peak            | Spacewatch          |
| 281115       | 2007 BP15              | 17 de gener de 2007    | Kitt Peak            | Spacewatch          |
| 281116       | 2007 BM20              | 23 de gener de 2007    | Anderson Mesa        | LONEOS              |
| 281117       | 2007 BN29              | 24 de gener de 2007    | Mount Lemmon         | Mt. Lemmon Survey   |
| 281118       | 2007 BF46              | 26 de gener de 2007    | Kitt Peak            | Spacewatch          |
| 281119       | 2007 BB47              | 26 de gener de 2007    | Kitt Peak            | Spacewatch          |
| 281120       | 2007 BN50              | 23 de gener de 2007    | Socorro              | LINEAR              |
| 281121       | 2007 BJ51              | 24 de gener de 2007    | Kitt Peak            | Spacewatch          |
| 281122       | 2007 BW57              | 24 de gener de 2007    | Socorro              | LINEAR              |
| 281123       | 2007 BP67              | 27 de gener de 2007    | Mount Lemmon         | Mt. Lemmon Survey   |
| 281124       | 2007 BH70              | 27 de gener de 2007    | Mount Lemmon         | Mt. Lemmon Survey   |
| 281125       | 2007 BK70              | 27 de gener de 2007    | Mount Lemmon         | Mt. Lemmon Survey   |
| 281126       | 2007 BJ73              | 27 de gener de 2007    | Mount Lemmon         | Mt. Lemmon Survey   |
| 281127       | 2007 BW76              | 24 de gener de 2007    | Mount Lemmon         | Mt. Lemmon Survey   |
| 281128       | 2007 CW17              | 8 de febrer de 2007    | Mount Lemmon         | Mt. Lemmon Survey   |
| 281129       | 2007 CP23              | 7 de febrer de 2007    | Catalina             | CSS                 |
| 281130       | 2007 CY34              | 6 de febrer de 2007    | Palomar              | NEAT                |
| 281131       | 2007 CJ38              | 6 de febrer de 2007    | Mount Lemmon         | Mt. Lemmon Survey   |
| 281132       | 2007 CL44              | 8 de febrer de 2007    | Palomar              | NEAT                |
| 281133       | 2007 CX45              | 8 de febrer de 2007    | Palomar              | NEAT                |
| 281134       | 2007 CM47              | 9 de febrer de 2007    | Kitt Peak            | Spacewatch          |
| 281135       | 2007 CR50              | 10 de febrer de 2007   | Catalina             | CSS                 |
| 281136       | 2007 CJ60              | 10 de febrer de 2007   | Palomar              | NEAT                |
| 281137       | 2007 CH66              | 10 de febrer de 2007   | Catalina             | CSS                 |
| 281138       | 2007 DR2               | 16 de febrer de 2007   | Catalina             | CSS                 |
| 281139       | 2007 DL7               | 19 de febrer de 2007   | Mayhill              | A. Lowe             |
| 281140 Trier | 2007 DO7               | 16 de febrer de 2007   | Taunus               | E. Schwab, R. Kling |
| 281141       | 2007 DO12              | 16 de febrer de 2007   | Mount Lemmon         | Mt. Lemmon Survey   |
| 281142       | 2007 DH15              | 17 de febrer de 2007   | Kitt Peak            | Spacewatch          |
| 281143       | 2007 DG31              | 17 de febrer de 2007   | Kitt Peak            | Spacewatch          |
| 281144       | 2007 DS37              | 17 de febrer de 2007   | Kitt Peak            | Spacewatch          |
| 281145       | 2007 DF41              | 19 de febrer de 2007   | Mount Lemmon         | Mt. Lemmon Survey   |
| 281146       | 2007 DT42              | 17 de febrer de 2007   | Kitt Peak            | Spacewatch          |
| 281147       | 2007 DA43              | 17 de febrer de 2007   | Catalina             | CSS                 |
| 281148       | 2007 DX56              | 21 de febrer de 2007   | Socorro              | LINEAR              |
| 281149       | 2007 DH57              | 21 de febrer de 2007   | Mount Lemmon         | Mt. Lemmon Survey   |
| 281150       | 2007 DK58              | 21 de febrer de 2007   | Kitt Peak            | Spacewatch          |
| 281151       | 2007 DY65              | 21 de febrer de 2007   | Kitt Peak            | Spacewatch          |
| 281152       | 2007 DM74              | 21 de febrer de 2007   | Mount Lemmon         | Mt. Lemmon Survey   |
| 281153       | 2007 DS94              | 23 de febrer de 2007   | Kitt Peak            | Spacewatch          |
| 281154       | 2007 DJ96              | 23 de febrer de 2007   | Mount Lemmon         | Mt. Lemmon Survey   |
| 281155       | 2007 DZ96              | 23 de febrer de 2007   | Kitt Peak            | Spacewatch          |
| 281156       | 2007 DA100             | 25 de febrer de 2007   | Mount Lemmon         | Mt. Lemmon Survey   |
| 281157       | 2007 DL104             | 27 de febrer de 2007   | Catalina             | CSS                 |
| 281158       | 2007 DU106             | 23 de febrer de 2007   | Mount Lemmon         | Mt. Lemmon Survey   |
| 281159       | 2007 DP115             | 21 de febrer de 2007   | Mount Lemmon         | Mt. Lemmon Survey   |
| 281160       | 2007 ER3               | 9 de març de 2007      | Catalina             | CSS                 |
| 281161       | 2007 EK5               | 9 de març de 2007      | Mount Lemmon         | Mt. Lemmon Survey   |
| 281162       | 2007 EO14              | 9 de març de 2007      | Catalina             | CSS                 |
| 281163       | 2007 EO16              | 9 de març de 2007      | Kitt Peak            | Spacewatch          |
| 281164       | 2007 EZ23              | 10 de març de 2007     | Mount Lemmon         | Mt. Lemmon Survey   |
| 281165       | 2007 EX24              | 10 de març de 2007     | Palomar              | NEAT                |
| 281166       | 2007 ET34              | 10 de març de 2007     | Palomar              | NEAT                |
| 281167       | 2007 EN39              | 12 de març de 2007     | Klet                 | Klet                |
| 281168       | 2007 EA44              | 9 de març de 2007      | Kitt Peak            | Spacewatch          |
| 281169       | 2007 EP45              | 9 de març de 2007      | Kitt Peak            | Spacewatch          |
| 281170       | 2007 ET45              | 9 de març de 2007      | Kitt Peak            | Spacewatch          |
| 281171       | 2007 EB48              | 9 de març de 2007      | Kitt Peak            | Spacewatch          |
| 281172       | 2007 EM48              | 9 de març de 2007      | Kitt Peak            | Spacewatch          |
| 281173       | 2007 EP48              | 9 de març de 2007      | Kitt Peak            | Spacewatch          |
| 281174       | 2007 EZ68              | 10 de març de 2007     | Kitt Peak            | Spacewatch          |
| 281175       | 2007 EU71              | 10 de març de 2007     | Kitt Peak            | Spacewatch          |
| 281176       | 2007 EM72              | 10 de març de 2007     | Kitt Peak            | Spacewatch          |
| 281177       | 2007 EG73              | 10 de març de 2007     | Palomar              | NEAT                |
| 281178       | 2007 EG76              | 10 de març de 2007     | Kitt Peak            | Spacewatch          |
| 281179       | 2007 EB79              | 10 de març de 2007     | Palomar              | NEAT                |
| 281180       | 2007 EX82              | 12 de març de 2007     | Kitt Peak            | Spacewatch          |
| 281181       | 2007 EM92              | 10 de març de 2007     | Palomar              | NEAT                |
| 281182       | 2007 ER105             | 11 de març de 2007     | Mount Lemmon         | Mt. Lemmon Survey   |
| 281183       | 2007 EN145             | 12 de març de 2007     | Mount Lemmon         | Mt. Lemmon Survey   |
| 281184       | 2007 EY147             | 12 de març de 2007     | Mount Lemmon         | Mt. Lemmon Survey   |
| 281185       | 2007 EQ151             | 12 de març de 2007     | Mount Lemmon         | Mt. Lemmon Survey   |
| 281186       | 2007 EP166             | 11 de març de 2007     | Catalina             | CSS                 |
| 281187       | 2007 EZ175             | 14 de març de 2007     | Kitt Peak            | Spacewatch          |
| 281188       | 2007 EK177             | 14 de març de 2007     | Kitt Peak            | Spacewatch          |
| 281189       | 2007 EU178             | 14 de març de 2007     | Kitt Peak            | Spacewatch          |
| 281190       | 2007 EF181             | 14 de març de 2007     | Kitt Peak            | Spacewatch          |
| 281191       | 2007 EQ198             | 15 de març de 2007     | Catalina             | CSS                 |
| 281192       | 2007 ES210             | 8 de març de 2007      | Palomar              | NEAT                |
| 281193       | 2007 EK213             | 9 de març de 2007      | Mount Lemmon         | Mt. Lemmon Survey   |
| 281194       | 2007 EO213             | 9 de març de 2007      | Kitt Peak            | Spacewatch          |
| 281195       | 2007 EM214             | 9 de març de 2007      | Kitt Peak            | Spacewatch          |
| 281196       | 2007 ED219             | 13 de març de 2007     | Kitt Peak            | Spacewatch          |
| 281197       | 2007 EB220             | 13 de març de 2007     | Kitt Peak            | Spacewatch          |
| 281198       | 2007 ET223             | 11 de març de 2007     | Kitt Peak            | Spacewatch          |
| 281199       | 2007 FD18              | 16 de març de 2007     | Kitt Peak            | Spacewatch          |
| 281200       | 2007 FC22              | 20 de març de 2007     | Kitt Peak            | Spacewatch          |

## 281201-281300
| Nom                | Designació provisional | Data de descobriment   | Lloc de descobriment | Descobridor/s          |
| ------------------ | ---------------------- | ---------------------- | -------------------- | ---------------------- |
| 281201             | 2007 FW45              | 16 de març de 2007     | Mount Lemmon         | Mt. Lemmon Survey      |
| 281202             | 2007 FE47              | 20 de març de 2007     | Mount Lemmon         | Mt. Lemmon Survey      |
| 281203             | 2007 GU21              | 11 d'abril de 2007     | Mount Lemmon         | Mt. Lemmon Survey      |
| 281204             | 2007 GJ31              | 14 d'abril de 2007     | Mount Lemmon         | Mt. Lemmon Survey      |
| 281205             | 2007 GY40              | 14 d'abril de 2007     | Kitt Peak            | Spacewatch             |
| 281206             | 2007 GT49              | 15 d'abril de 2007     | Socorro              | LINEAR                 |
| 281207             | 2007 GE50              | 15 d'abril de 2007     | Socorro              | LINEAR                 |
| 281208             | 2007 GV51              | 15 d'abril de 2007     | Moletai              | Moletai                |
| 281209             | 2007 GE63              | 15 d'abril de 2007     | Kitt Peak            | Spacewatch             |
| 281210             | 2007 GL66              | 15 d'abril de 2007     | Kitt Peak            | Spacewatch             |
| 281211             | 2007 HC1               | 16 d'abril de 2007     | Catalina             | CSS                    |
| 281212             | 2007 HG1               | 16 d'abril de 2007     | Catalina             | CSS                    |
| 281213             | 2007 HT7               | 17 d'abril de 2007     | 7300                 | W. K. Y. Yeung         |
| 281214             | 2007 HX11              | 18 d'abril de 2007     | Mount Lemmon         | Mt. Lemmon Survey      |
| 281215             | 2007 HB19              | 18 d'abril de 2007     | Anderson Mesa        | LONEOS                 |
| 281216             | 2007 HH22              | 18 d'abril de 2007     | Kitt Peak            | Spacewatch             |
| 281217             | 2007 HW28              | 19 d'abril de 2007     | Mount Lemmon         | Mt. Lemmon Survey      |
| 281218             | 2007 HC31              | 19 d'abril de 2007     | Mount Lemmon         | Mt. Lemmon Survey      |
| 281219             | 2007 HK33              | 14 d'abril de 2007     | Kitt Peak            | Spacewatch             |
| 281220             | 2007 HY38              | 20 d'abril de 2007     | Socorro              | LINEAR                 |
| 281221             | 2007 HQ54              | 22 d'abril de 2007     | Kitt Peak            | Spacewatch             |
| 281222             | 2007 HO58              | 23 d'abril de 2007     | Catalina             | CSS                    |
| 281223             | 2007 HV66              | 22 d'abril de 2007     | Mount Lemmon         | Mt. Lemmon Survey      |
| 281224             | 2007 HM75              | 22 d'abril de 2007     | Kitt Peak            | Spacewatch             |
| 281225             | 2007 HA86              | 7 de desembre de 2005  | Kitt Peak            | Spacewatch             |
| 281226             | 2007 HF89              | 23 d'abril de 2007     | Kitt Peak            | Spacewatch             |
| 281227             | 2007 HL91              | 18 d'abril de 2007     | Mount Lemmon         | Mt. Lemmon Survey      |
| 281228             | 2007 HZ92              | 18 d'abril de 2007     | Kitt Peak            | Spacewatch             |
| 281229             | 2007 JF                | 7 de maig de 2007      | Kitt Peak            | Spacewatch             |
| 281230             | 2007 JT3               | 6 de maig de 2007      | Kitt Peak            | Spacewatch             |
| 281231             | 2007 JO6               | 9 de maig de 2007      | Mount Lemmon         | Mt. Lemmon Survey      |
| 281232             | 2007 JQ21              | 9 de maig de 2007      | Mount Lemmon         | Mt. Lemmon Survey      |
| 281233             | 2007 JK31              | 12 de maig de 2007     | Mount Lemmon         | Mt. Lemmon Survey      |
| 281234             | 2007 JZ33              | 9 de maig de 2007      | Mount Lemmon         | Mt. Lemmon Survey      |
| 281235             | 2007 JE36              | 15 de maig de 2007     | Wrightwood           | J. W. Young            |
| 281236             | 2007 JM39              | 15 de maig de 2007     | Kitt Peak            | Spacewatch             |
| 281237             | 2007 JE42              | 15 de maig de 2007     | La Sagra             | La Sagra               |
| 281238             | 2007 KQ                | 16 de maig de 2007     | Eskridge             | G. Hug                 |
| 281239             | 2007 KD5               | 24 de maig de 2007     | Mount Lemmon         | Mt. Lemmon Survey      |
| 281240             | 2007 LG4               | 8 de juny de 2007      | Kitt Peak            | Spacewatch             |
| 281241             | 2007 LM5               | 9 de juny de 2007      | Kitt Peak            | Spacewatch             |
| 281242             | 2007 LU10              | 9 de juny de 2007      | Kitt Peak            | Spacewatch             |
| 281243             | 2007 LA22              | 12 de juny de 2007     | Kitt Peak            | Spacewatch             |
| 281244             | 2007 LU27              | 14 de juny de 2007     | Kitt Peak            | Spacewatch             |
| 281245             | 2007 MG3               | 16 de juny de 2007     | Kitt Peak            | Spacewatch             |
| 281246             | 2007 MU3               | 18 de juny de 2007     | Catalina             | CSS                    |
| 281247             | 2007 MA4               | 19 de juny de 2007     | Piszkesteto          | K. Sarneczky           |
| 281248             | 2007 ML14              | 20 de juny de 2007     | Kitt Peak            | Spacewatch             |
| 281249             | 2007 MO16              | 22 de juny de 2007     | Anderson Mesa        | LONEOS                 |
| 281250             | 2007 MD26              | 20 de juny de 2007     | Siding Spring        | Siding Spring Survey   |
| 281251             | 2007 NT                | 9 de juliol de 2007    | Eskridge             | G. Hug                 |
| 281252             | 2007 NX5               | 10 de juliol de 2007   | Siding Spring        | Siding Spring Survey   |
| 281253             | 2007 OV6               | 20 de juliol de 2007   | La Sagra             | La Sagra               |
| 281254             | 2007 PT                | 4 d'agost de 2007      | Reedy Creek          | J. Broughton           |
| 281255             | 2007 PW3               | 8 d'agost de 2007      | Siding Spring        | Siding Spring Survey   |
| 281256             | 2007 PQ17              | 9 d'agost de 2007      | Socorro              | LINEAR                 |
| 281257             | 2007 PE20              | 9 d'agost de 2007      | Socorro              | LINEAR                 |
| 281258             | 2007 PL21              | 9 d'agost de 2007      | Socorro              | LINEAR                 |
| 281259             | 2007 PW21              | 9 d'agost de 2007      | Socorro              | LINEAR                 |
| 281260             | 2007 PO22              | 11 d'agost de 2007     | Socorro              | LINEAR                 |
| 281261             | 2007 PW22              | 11 d'agost de 2007     | Socorro              | LINEAR                 |
| 281262             | 2007 PP36              | 13 d'agost de 2007     | Socorro              | LINEAR                 |
| 281263             | 2007 PS36              | 13 d'agost de 2007     | Socorro              | LINEAR                 |
| 281264             | 2007 PT37              | 13 d'agost de 2007     | Socorro              | LINEAR                 |
| 281265             | 2007 QR1               | 16 d'agost de 2007     | Purple Mountain      | PMO NEO Survey Program |
| 281266             | 2007 QF2               | 20 d'agost de 2007     | Pla D'Arguines       | R. Ferrando            |
| 281267             | 2007 QY2               | 19 d'agost de 2007     | La Sagra             | La Sagra               |
| 281268             | 2007 QT12              | 21 d'agost de 2007     | Siding Spring        | Siding Spring Survey   |
| 281269             | 2007 QV12              | 23 d'agost de 2007     | Kitt Peak            | Spacewatch             |
| 281270             | 2007 RY1               | 2 de setembre de 2007  | Siding Spring        | K. Sarneczky, L. Kiss  |
| 281271             | 2007 RC6               | 5 de setembre de 2007  | Dauban               | Chante-Perdrix         |
| 281272 Arnaudleroy | 2007 RC12              | 10 de setembre de 2007 | Pic du Midi          | Pic du Midi            |
| 281273             | 2007 RK13              | 4 de setembre de 2007  | Mount Lemmon         | Mt. Lemmon Survey      |
| 281274             | 2007 RC26              | 4 de setembre de 2007  | Mount Lemmon         | Mt. Lemmon Survey      |
| 281275             | 2007 RC31              | 5 de setembre de 2007  | Catalina             | CSS                    |
| 281276             | 2007 RV35              | 8 de setembre de 2007  | Anderson Mesa        | LONEOS                 |
| 281277             | 2007 RN42              | 9 de setembre de 2007  | Kitt Peak            | Spacewatch             |
| 281278             | 2007 RX46              | 9 de setembre de 2007  | Kitt Peak            | Spacewatch             |
| 281279             | 2007 RU78              | 10 de setembre de 2007 | Mount Lemmon         | Mt. Lemmon Survey      |
| 281280             | 2007 RL81              | 10 de setembre de 2007 | Mount Lemmon         | Mt. Lemmon Survey      |
| 281281             | 2007 RR91              | 10 de setembre de 2007 | Mount Lemmon         | Mt. Lemmon Survey      |
| 281282             | 2007 RA96              | 10 de setembre de 2007 | Kitt Peak            | Spacewatch             |
| 281283             | 2007 RZ103             | 11 de setembre de 2007 | Catalina             | CSS                    |
| 281284             | 2007 RC117             | 11 de setembre de 2007 | Kitt Peak            | Spacewatch             |
| 281285             | 2007 RV118             | 11 de setembre de 2007 | Mount Lemmon         | Mt. Lemmon Survey      |
| 281286             | 2007 RP128             | 12 de setembre de 2007 | Mount Lemmon         | Mt. Lemmon Survey      |
| 281287             | 2007 RD133             | 15 de setembre de 2007 | Vicques              | M. Ory                 |
| 281288             | 2007 RF136             | 14 de setembre de 2007 | Mount Lemmon         | Mt. Lemmon Survey      |
| 281289             | 2007 RV142             | 9 de març de 2005      | Kitt Peak            | Spacewatch             |
| 281290             | 2007 RM144             | 14 de setembre de 2007 | Socorro              | LINEAR                 |
| 281291             | 2007 RQ149             | 12 de setembre de 2007 | Catalina             | CSS                    |
| 281292             | 2007 RQ158             | 12 de setembre de 2007 | Catalina             | CSS                    |
| 281293             | 2007 RW167             | 10 de setembre de 2007 | Kitt Peak            | Spacewatch             |
| 281294             | 2007 RE173             | 10 de setembre de 2007 | Kitt Peak            | Spacewatch             |
| 281295             | 2007 RT202             | 13 de setembre de 2007 | Kitt Peak            | Spacewatch             |
| 281296             | 2007 RH216             | 13 de setembre de 2007 | Anderson Mesa        | LONEOS                 |
| 281297             | 2007 RK239             | 14 de setembre de 2007 | Catalina             | CSS                    |
| 281298             | 2007 RM239             | 14 de setembre de 2007 | Catalina             | CSS                    |
| 281299             | 2007 RS258             | 14 de setembre de 2007 | Mount Lemmon         | Mt. Lemmon Survey      |
| 281300             | 2007 RS284             | 12 de setembre de 2007 | Catalina             | CSS                    |

## 281301-281400
| Nom    | Designació provisional | Data de descobriment   | Lloc de descobriment | Descobridor/s          |
| ------ | ---------------------- | ---------------------- | -------------------- | ---------------------- |
| 281301 | 2007 RX291             | 12 de setembre de 2007 | Mount Lemmon         | Mt. Lemmon Survey      |
| 281302 | 2007 RA299             | 12 de setembre de 2007 | Catalina             | CSS                    |
| 281303 | 2007 RQ310             | 11 de setembre de 2007 | Lulin                | LUSS                   |
| 281304 | 2007 RU313             | 12 de setembre de 2007 | Catalina             | CSS                    |
| 281305 | 2007 RV322             | 13 de setembre de 2007 | Mount Lemmon         | Mt. Lemmon Survey      |
| 281306 | 2007 SS5               | 19 de setembre de 2007 | Socorro              | LINEAR                 |
| 281307 | 2007 SO9               | 18 de setembre de 2007 | Kitt Peak            | Spacewatch             |
| 281308 | 2007 SE15              | 23 de setembre de 2007 | Charleston           | Charleston             |
| 281309 | 2007 TC3               | 5 d'octubre de 2007    | Prairie Grass        | J. Mahony              |
| 281310 | 2007 TV13              | 7 d'octubre de 2007    | Socorro              | LINEAR                 |
| 281311 | 2007 TZ33              | 6 d'octubre de 2007    | Kitt Peak            | Spacewatch             |
| 281312 | 2007 TE37              | 4 d'octubre de 2007    | Kitt Peak            | Spacewatch             |
| 281313 | 2007 TV38              | 6 d'octubre de 2007    | Kitt Peak            | Spacewatch             |
| 281314 | 2007 TB43              | 7 d'octubre de 2007    | Mount Lemmon         | Mt. Lemmon Survey      |
| 281315 | 2007 TV76              | 5 d'octubre de 2007    | Kitt Peak            | Spacewatch             |
| 281316 | 2007 TH92              | 5 d'octubre de 2007    | Kitt Peak            | Spacewatch             |
| 281317 | 2007 TO103             | 8 d'octubre de 2007    | Mount Lemmon         | Mt. Lemmon Survey      |
| 281318 | 2007 TQ103             | 8 d'octubre de 2007    | Mount Lemmon         | Mt. Lemmon Survey      |
| 281319 | 2007 TW145             | 6 d'octubre de 2007    | Socorro              | LINEAR                 |
| 281320 | 2007 TB146             | 6 d'octubre de 2007    | Socorro              | LINEAR                 |
| 281321 | 2007 TH182             | 8 d'octubre de 2007    | Anderson Mesa        | LONEOS                 |
| 281322 | 2007 TU183             | 9 d'octubre de 2007    | Purple Mountain      | PMO NEO Survey Program |
| 281323 | 2007 TX183             | 9 d'octubre de 2007    | Purple Mountain      | PMO NEO Survey Program |
| 281324 | 2007 TG184             | 10 d'octubre de 2007   | Mount Lemmon         | Mt. Lemmon Survey      |
| 281325 | 2007 TZ186             | 13 d'octubre de 2007   | Socorro              | LINEAR                 |
| 281326 | 2007 TR191             | 4 d'octubre de 2007    | Catalina             | CSS                    |
| 281327 | 2007 TL198             | 8 d'octubre de 2007    | Kitt Peak            | Spacewatch             |
| 281328 | 2007 TO214             | 7 d'octubre de 2007    | Catalina             | CSS                    |
| 281329 | 2007 TV242             | 8 d'octubre de 2007    | Catalina             | CSS                    |
| 281330 | 2007 TO244             | 8 d'octubre de 2007    | Catalina             | CSS                    |
| 281331 | 2007 TR246             | 9 d'octubre de 2007    | Mount Lemmon         | Mt. Lemmon Survey      |
| 281332 | 2007 TZ311             | 11 d'octubre de 2007   | Mount Lemmon         | Mt. Lemmon Survey      |
| 281333 | 2007 TT329             | 11 d'octubre de 2007   | Kitt Peak            | Spacewatch             |
| 281334 | 2007 TD336             | 12 d'octubre de 2007   | Kitt Peak            | Spacewatch             |
| 281335 | 2007 TF340             | 9 d'octubre de 2007    | Mount Lemmon         | Mt. Lemmon Survey      |
| 281336 | 2007 TM350             | 14 d'octubre de 2007   | Mount Lemmon         | Mt. Lemmon Survey      |
| 281337 | 2007 TN391             | 15 d'octubre de 2007   | Catalina             | CSS                    |
| 281338 | 2007 TJ431             | 12 d'octubre de 2007   | Kitt Peak            | Spacewatch             |
| 281339 | 2007 TX433             | 14 d'octubre de 2007   | Catalina             | CSS                    |
| 281340 | 2007 TP441             | 4 d'octubre de 2007    | Catalina             | CSS                    |
| 281341 | 2007 TY441             | 9 d'octubre de 2007    | Anderson Mesa        | LONEOS                 |
| 281342 | 2007 UP2               | 18 d'octubre de 2007   | 7300                 | W. K. Y. Yeung         |
| 281343 | 2007 UK21              | 16 d'octubre de 2007   | Kitt Peak            | Spacewatch             |
| 281344 | 2007 UW31              | 19 d'octubre de 2007   | Mount Lemmon         | Mt. Lemmon Survey      |
| 281345 | 2007 UH33              | 16 d'octubre de 2007   | Catalina             | CSS                    |
| 281346 | 2007 UT44              | 18 d'octubre de 2007   | Mount Lemmon         | Mt. Lemmon Survey      |
| 281347 | 2007 UP113             | 31 d'octubre de 2007   | Kitt Peak            | Spacewatch             |
| 281348 | 2007 UY135             | 20 d'octubre de 2007   | Siding Spring        | K. Sarneczky, L. Kiss  |
| 281349 | 2007 UT136             | 20 d'octubre de 2007   | Catalina             | CSS                    |
| 281350 | 2007 UJ140             | 16 d'octubre de 2007   | Mount Lemmon         | Mt. Lemmon Survey      |
| 281351 | 2007 VT10              | 5 de novembre de 2007  | La Sagra             | La Sagra               |
| 281352 | 2007 VP30              | 2 de novembre de 2007  | Kitt Peak            | Spacewatch             |
| 281353 | 2007 VO36              | 2 de novembre de 2007  | Mount Lemmon         | Mt. Lemmon Survey      |
| 281354 | 2007 VO62              | 1 de novembre de 2007  | Kitt Peak            | Spacewatch             |
| 281355 | 2007 VB147             | 4 de novembre de 2007  | Kitt Peak            | Spacewatch             |
| 281356 | 2007 VH167             | 5 de novembre de 2007  | Mount Lemmon         | Mt. Lemmon Survey      |
| 281357 | 2007 VF176             | 4 de novembre de 2007  | Mount Lemmon         | Mt. Lemmon Survey      |
| 281358 | 2007 VJ287             | 15 de novembre de 2007 | Catalina             | CSS                    |
| 281359 | 2007 VN301             | 15 de novembre de 2007 | Catalina             | CSS                    |
| 281360 | 2007 VE322             | 12 de novembre de 2007 | Catalina             | CSS                    |
| 281361 | 2007 WQ17              | 18 de novembre de 2007 | Mount Lemmon         | Mt. Lemmon Survey      |
| 281362 | 2007 YE34              | 28 de desembre de 2007 | Kitt Peak            | Spacewatch             |
| 281363 | 2008 CV5               | 6 de febrer de 2008    | Socorro              | LINEAR                 |
| 281364 | 2008 CH9               | 2 de febrer de 2008    | Mount Lemmon         | Mt. Lemmon Survey      |
| 281365 | 2008 CM116             | 10 de febrer de 2008   | Mount Lemmon         | Mt. Lemmon Survey      |
| 281366 | 2008 CV185             | 1 de febrer de 2008    | Catalina             | CSS                    |
| 281367 | 2008 CF210             | 1 de febrer de 2008    | Mount Lemmon         | Mt. Lemmon Survey      |
| 281368 | 2008 EA                | 2 de març de 2008      | Catalina             | CSS                    |
| 281369 | 2008 EQ25              | 3 de març de 2008      | Purple Mountain      | PMO NEO Survey Program |
| 281370 | 2008 FD58              | 28 de març de 2008     | Mount Lemmon         | Mt. Lemmon Survey      |
| 281371 | 2008 FC76              | 31 de març de 2008     | Mount Lemmon         | Mt. Lemmon Survey      |
| 281372 | 2008 GB1               | 4 d'abril de 2008      | Catalina             | CSS                    |
| 281373 | 2008 GK57              | 5 d'abril de 2008      | Mount Lemmon         | Mt. Lemmon Survey      |
| 281374 | 2008 JU3               | 1 de maig de 2008      | Kitt Peak            | Spacewatch             |
| 281375 | 2008 JV19              | 8 de maig de 2008      | Catalina             | CSS                    |
| 281376 | 2008 JJ39              | 15 de maig de 2008     | Mount Lemmon         | Mt. Lemmon Survey      |
| 281377 | 2008 OR3               | 25 de juliol de 2008   | Siding Spring        | Siding Spring Survey   |
| 281378 | 2008 OE8               | 29 de juliol de 2008   | La Sagra             | La Sagra               |
| 281379 | 2008 OW8               | 30 de juliol de 2008   | Dauban               | F. Kugel               |
| 281380 | 2008 OB10              | 28 de juliol de 2008   | Dauban               | F. Kugel               |
| 281381 | 2008 OL10              | 31 de juliol de 2008   | Dauban               | F. Kugel               |
| 281382 | 2008 OZ10              | 29 de juliol de 2008   | Socorro              | LINEAR                 |
| 281383 | 2008 OJ19              | 25 de juliol de 2008   | Siding Spring        | Siding Spring Survey   |
| 281384 | 2008 PE6               | 4 d'agost de 2008      | La Sagra             | La Sagra               |
| 281385 | 2008 PF8               | 6 d'agost de 2008      | La Sagra             | La Sagra               |
| 281386 | 2008 PT9               | 7 d'agost de 2008      | Hibiscus             | S. F. Hoenig, N. Teamo |
| 281387 | 2008 PR20              | 5 d'agost de 2008      | Siding Spring        | Siding Spring Survey   |
| 281388 | 2008 QZ1               | 24 d'agost de 2008     | La Sagra             | La Sagra               |
| 281389 | 2008 QA6               | 25 d'agost de 2008     | Reedy Creek          | J. Broughton           |
| 281390 | 2008 QE9               | 25 d'agost de 2008     | La Sagra             | La Sagra               |
| 281391 | 2008 QW17              | 4 d'octubre de 1996    | Kitt Peak            | Spacewatch             |
| 281392 | 2008 QG27              | 30 d'agost de 2008     | La Sagra             | La Sagra               |
| 281393 | 2008 QK31              | 30 d'agost de 2008     | Socorro              | LINEAR                 |
| 281394 | 2008 QA36              | 21 d'agost de 2008     | Kitt Peak            | Spacewatch             |
| 281395 | 2008 QD46              | 30 d'agost de 2008     | Socorro              | LINEAR                 |
| 281396 | 2008 QN48              | 25 d'agost de 2008     | Socorro              | LINEAR                 |
| 281397 | 2008 RJ22              | 3 de setembre de 2008  | La Sagra             | La Sagra               |
| 281398 | 2008 RM25              | 5 de setembre de 2008  | Junk Bond            | D. Healy               |
| 281399 | 2008 RU29              | 2 de setembre de 2008  | Kitt Peak            | Spacewatch             |
| 281400 | 2008 RV31              | 2 de setembre de 2008  | Kitt Peak            | Spacewatch             |

## 281401-281500
| Nom              | Designació provisional | Data de descobriment   | Lloc de descobriment | Descobridor/s     |
| ---------------- | ---------------------- | ---------------------- | -------------------- | ----------------- |
| 281401           | 2008 RJ35              | 2 de setembre de 2008  | Kitt Peak            | Spacewatch        |
| 281402           | 2008 RE44              | 2 de setembre de 2008  | Kitt Peak            | Spacewatch        |
| 281403           | 2008 RW45              | 2 de setembre de 2008  | Kitt Peak            | Spacewatch        |
| 281404           | 2008 RB46              | 2 de setembre de 2008  | Kitt Peak            | Spacewatch        |
| 281405           | 2008 RG56              | 3 de setembre de 2008  | Kitt Peak            | Spacewatch        |
| 281406           | 2008 RP57              | 3 de setembre de 2008  | Kitt Peak            | Spacewatch        |
| 281407           | 2008 RQ66              | 4 de setembre de 2008  | Kitt Peak            | Spacewatch        |
| 281408           | 2008 RN68              | 4 de setembre de 2008  | Kitt Peak            | Spacewatch        |
| 281409           | 2008 RF71              | 6 de setembre de 2008  | Catalina             | CSS               |
| 281410           | 2008 RB103             | 5 de setembre de 2008  | Kitt Peak            | Spacewatch        |
| 281411           | 2008 RS105             | 6 de setembre de 2008  | Catalina             | CSS               |
| 281412           | 2008 RZ106             | 7 de setembre de 2008  | Mount Lemmon         | Mt. Lemmon Survey |
| 281413           | 2008 RX108             | 2 de setembre de 2008  | Kitt Peak            | Spacewatch        |
| 281414           | 2008 RE109             | 2 de setembre de 2008  | Kitt Peak            | Spacewatch        |
| 281415           | 2008 RA111             | 3 de setembre de 2008  | Kitt Peak            | Spacewatch        |
| 281416           | 2008 RB116             | 7 de setembre de 2008  | Mount Lemmon         | Mt. Lemmon Survey |
| 281417           | 2008 RZ116             | 7 de setembre de 2008  | Mount Lemmon         | Mt. Lemmon Survey |
| 281418           | 2008 RO119             | 7 de setembre de 2008  | Catalina             | CSS               |
| 281419           | 2008 RF129             | 9 de setembre de 2008  | Kitt Peak            | Spacewatch        |
| 281420           | 2008 RH129             | 7 de setembre de 2008  | Mount Lemmon         | Mt. Lemmon Survey |
| 281421           | 2008 RR130             | 7 de setembre de 2008  | Mount Lemmon         | Mt. Lemmon Survey |
| 281422           | 2008 RG132             | 9 de setembre de 2008  | Catalina             | CSS               |
| 281423           | 2008 RZ138             | 6 de setembre de 2008  | Catalina             | CSS               |
| 281424           | 2008 RG139             | 7 de setembre de 2008  | Socorro              | LINEAR            |
| 281425           | 2008 RQ142             | 7 de setembre de 2008  | Socorro              | LINEAR            |
| 281426           | 2008 SX2               | 23 de setembre de 2008 | Hibiscus             | N. Teamo          |
| 281427           | 2008 SY3               | 22 de setembre de 2008 | Socorro              | LINEAR            |
| 281428           | 2008 SF5               | 22 de setembre de 2008 | Socorro              | LINEAR            |
| 281429           | 2008 SJ5               | 22 de setembre de 2008 | Socorro              | LINEAR            |
| 281430           | 2008 SO8               | 22 de setembre de 2008 | Socorro              | LINEAR            |
| 281431           | 2008 SG9               | 22 de setembre de 2008 | Socorro              | LINEAR            |
| 281432           | 2008 SK9               | 22 de setembre de 2008 | Socorro              | LINEAR            |
| 281433           | 2008 SB10              | 22 de setembre de 2008 | Socorro              | LINEAR            |
| 281434           | 2008 SZ40              | 20 de setembre de 2008 | Catalina             | CSS               |
| 281435           | 2008 ST42              | 20 de setembre de 2008 | Kitt Peak            | Spacewatch        |
| 281436           | 2008 SN60              | 20 de setembre de 2008 | Catalina             | CSS               |
| 281437           | 2008 SR60              | 20 de setembre de 2008 | Catalina             | CSS               |
| 281438           | 2008 SE65              | 21 de setembre de 2008 | Kitt Peak            | Spacewatch        |
| 281439           | 2008 ST70              | 22 de setembre de 2008 | Mount Lemmon         | Mt. Lemmon Survey |
| 281440           | 2008 SV71              | 22 de setembre de 2008 | Goodricke-Pigott     | R. A. Tucker      |
| 281441           | 2008 SW72              | 22 de setembre de 2008 | Mount Lemmon         | Mt. Lemmon Survey |
| 281442           | 2008 SX77              | 23 de setembre de 2008 | Mount Lemmon         | Mt. Lemmon Survey |
| 281443           | 2008 SO81              | 23 de setembre de 2008 | Catalina             | CSS               |
| 281444           | 2008 SR83              | 27 de setembre de 2008 | Altschwendt          | W. Ries           |
| 281445 Scotthowe | 2008 SS84              | 28 de setembre de 2008 | Wrightwood           | J. W. Young       |
| 281446           | 2008 SL93              | 21 de setembre de 2008 | Kitt Peak            | Spacewatch        |
| 281447           | 2008 SJ97              | 21 de setembre de 2008 | Kitt Peak            | Spacewatch        |
| 281448           | 2008 SQ99              | 21 de setembre de 2008 | Kitt Peak            | Spacewatch        |
| 281449           | 2008 SR100             | 21 de setembre de 2008 | Kitt Peak            | Spacewatch        |
| 281450           | 2008 SS105             | 21 de setembre de 2008 | Kitt Peak            | Spacewatch        |
| 281451           | 2008 SF106             | 21 de setembre de 2008 | Kitt Peak            | Spacewatch        |
| 281452           | 2008 SS106             | 21 de setembre de 2008 | Catalina             | CSS               |
| 281453           | 2008 SC110             | 22 de setembre de 2008 | Kitt Peak            | Spacewatch        |
| 281454           | 2008 SV120             | 22 de setembre de 2008 | Mount Lemmon         | Mt. Lemmon Survey |
| 281455           | 2008 SO124             | 22 de setembre de 2008 | Mount Lemmon         | Mt. Lemmon Survey |
| 281456           | 2008 SZ126             | 22 de setembre de 2008 | Kitt Peak            | Spacewatch        |
| 281457           | 2008 SS131             | 22 de setembre de 2008 | Kitt Peak            | Spacewatch        |
| 281458           | 2008 SU131             | 22 de setembre de 2008 | Kitt Peak            | Spacewatch        |
| 281459 Kyrylenko | 2008 SU148             | 27 de setembre de 2008 | Andrushivka          | Andrushivka       |
| 281460           | 2008 SH155             | 23 de setembre de 2008 | Socorro              | LINEAR            |
| 281461           | 2008 SJ164             | 28 de setembre de 2008 | Socorro              | LINEAR            |
| 281462           | 2008 SQ166             | 28 de setembre de 2008 | Socorro              | LINEAR            |
| 281463           | 2008 SR166             | 28 de setembre de 2008 | Socorro              | LINEAR            |
| 281464           | 2008 ST167             | 28 de setembre de 2008 | Socorro              | LINEAR            |
| 281465           | 2008 SF177             | 23 de setembre de 2008 | Mount Lemmon         | Mt. Lemmon Survey |
| 281466           | 2008 SR182             | 24 de setembre de 2008 | Mount Lemmon         | Mt. Lemmon Survey |
| 281467           | 2008 SL184             | 24 de setembre de 2008 | Mount Lemmon         | Mt. Lemmon Survey |
| 281468           | 2008 SE187             | 25 de setembre de 2008 | Kitt Peak            | Spacewatch        |
| 281469           | 2008 SZ190             | 25 de setembre de 2008 | Mount Lemmon         | Mt. Lemmon Survey |
| 281470           | 2008 SO191             | 25 de setembre de 2008 | Mount Lemmon         | Mt. Lemmon Survey |
| 281471           | 2008 SM197             | 25 de setembre de 2008 | Kitt Peak            | Spacewatch        |
| 281472           | 2008 SO201             | 26 de setembre de 2008 | Kitt Peak            | Spacewatch        |
| 281473           | 2008 SF202             | 26 de setembre de 2008 | Kitt Peak            | Spacewatch        |
| 281474           | 2008 SD203             | 26 de setembre de 2008 | Kitt Peak            | Spacewatch        |
| 281475           | 2008 SY203             | 26 de setembre de 2008 | Kitt Peak            | Spacewatch        |
| 281476           | 2008 SZ219             | 30 de setembre de 2008 | La Sagra             | La Sagra          |
| 281477           | 2008 SX223             | 25 de setembre de 2008 | Kitt Peak            | Spacewatch        |
| 281478           | 2008 SM226             | 27 de setembre de 2008 | Mount Lemmon         | Mt. Lemmon Survey |
| 281479           | 2008 SS232             | 4 de setembre de 2008  | Kitt Peak            | Spacewatch        |
| 281480           | 2008 SS236             | 29 de setembre de 2008 | Catalina             | CSS               |
| 281481           | 2008 SS239             | 29 de setembre de 2008 | Kitt Peak            | Spacewatch        |
| 281482           | 2008 SS240             | 29 de setembre de 2008 | Kitt Peak            | Spacewatch        |
| 281483           | 2008 SG241             | 29 de setembre de 2008 | Catalina             | CSS               |
| 281484           | 2008 SD251             | 24 de setembre de 2008 | Kitt Peak            | Spacewatch        |
| 281485           | 2008 SS263             | 24 de setembre de 2008 | Catalina             | CSS               |
| 281486           | 2008 SW263             | 24 de setembre de 2008 | Kitt Peak            | Spacewatch        |
| 281487           | 2008 SD267             | 22 de setembre de 2008 | Mount Lemmon         | Mt. Lemmon Survey |
| 281488           | 2008 SW267             | 23 de setembre de 2008 | Kitt Peak            | Spacewatch        |
| 281489           | 2008 SZ267             | 23 de setembre de 2008 | Mount Lemmon         | Mt. Lemmon Survey |
| 281490           | 2008 SR268             | 29 de setembre de 2008 | Catalina             | CSS               |
| 281491           | 2008 ST274             | 21 de setembre de 2008 | Kitt Peak            | Spacewatch        |
| 281492           | 2008 SO275             | 23 de setembre de 2008 | Kitt Peak            | Spacewatch        |
| 281493           | 2008 ST277             | 25 de setembre de 2008 | Kitt Peak            | Spacewatch        |
| 281494           | 2008 SF281             | 29 de setembre de 2008 | Mount Lemmon         | Mt. Lemmon Survey |
| 281495           | 2008 SD282             | 27 de setembre de 2008 | Mount Lemmon         | Mt. Lemmon Survey |
| 281496           | 2008 ST285             | 21 de setembre de 2008 | Kitt Peak            | Spacewatch        |
| 281497           | 2008 SM287             | 23 de setembre de 2008 | Mount Lemmon         | Mt. Lemmon Survey |
| 281498           | 2008 SO287             | 23 de setembre de 2008 | Kitt Peak            | Spacewatch        |
| 281499           | 2008 SH290             | 29 de setembre de 2008 | Kitt Peak            | Spacewatch        |
| 281500           | 2008 SF291             | 20 de setembre de 2008 | Catalina             | CSS               |

## 281501-281600
| Nom            | Designació provisional | Data de descobriment   | Lloc de descobriment | Descobridor/s     |
| -------------- | ---------------------- | ---------------------- | -------------------- | ----------------- |
| 281501         | 2008 SV298             | 22 de setembre de 2008 | Kitt Peak            | Spacewatch        |
| 281502         | 2008 SB299             | 22 de setembre de 2008 | Socorro              | LINEAR            |
| 281503         | 2008 SV301             | 23 de setembre de 2008 | Kitt Peak            | Spacewatch        |
| 281504         | 2008 SZ302             | 24 de setembre de 2008 | Catalina             | CSS               |
| 281505         | 2008 SZ306             | 29 de setembre de 2008 | Socorro              | LINEAR            |
| 281506         | 2008 SZ307             | 29 de setembre de 2008 | Kitt Peak            | Spacewatch        |
| 281507         | 2008 TM9               | 7 d'octubre de 2008    | Celbridge            | D. McDonald       |
| 281508         | 2008 TA10              | 7 d'octubre de 2008    | Tiki                 | N. Teamo          |
| 281509         | 2008 TB19              | 1 d'octubre de 2008    | Mount Lemmon         | Mt. Lemmon Survey |
| 281510         | 2008 TT22              | 1 d'octubre de 2008    | Kitt Peak            | Spacewatch        |
| 281511         | 2008 TX36              | 1 d'octubre de 2008    | Catalina             | CSS               |
| 281512         | 2008 TZ36              | 1 d'octubre de 2008    | Catalina             | CSS               |
| 281513         | 2008 TD38              | 1 d'octubre de 2008    | Mount Lemmon         | Mt. Lemmon Survey |
| 281514         | 2008 TS38              | 1 d'octubre de 2008    | Kitt Peak            | Spacewatch        |
| 281515         | 2008 TB39              | 1 d'octubre de 2008    | Kitt Peak            | Spacewatch        |
| 281516         | 2008 TE48              | 1 d'octubre de 2008    | Kitt Peak            | Spacewatch        |
| 281517         | 2008 TN54              | 2 d'octubre de 2008    | Kitt Peak            | Spacewatch        |
| 281518         | 2008 TS55              | 2 d'octubre de 2008    | Kitt Peak            | Spacewatch        |
| 281519         | 2008 TY65              | 2 d'octubre de 2008    | Catalina             | CSS               |
| 281520         | 2008 TG66              | 2 d'octubre de 2008    | Kitt Peak            | Spacewatch        |
| 281521         | 2008 TP69              | 2 d'octubre de 2008    | Kitt Peak            | Spacewatch        |
| 281522         | 2008 TJ75              | 2 d'octubre de 2008    | Kitt Peak            | Spacewatch        |
| 281523         | 2008 TQ82              | 3 d'octubre de 2008    | La Sagra             | La Sagra          |
| 281524         | 2008 TW98              | 6 d'octubre de 2008    | Kitt Peak            | Spacewatch        |
| 281525         | 2008 TR102             | 6 d'octubre de 2008    | Kitt Peak            | Spacewatch        |
| 281526         | 2008 TY104             | 6 d'octubre de 2008    | Kitt Peak            | Spacewatch        |
| 281527         | 2008 TM106             | 6 d'octubre de 2008    | Kitt Peak            | Spacewatch        |
| 281528         | 2008 TR111             | 6 d'octubre de 2008    | Catalina             | CSS               |
| 281529         | 2008 TM113             | 6 d'octubre de 2008    | Kitt Peak            | Spacewatch        |
| 281530         | 2008 TX122             | 7 d'octubre de 2008    | Kitt Peak            | Spacewatch        |
| 281531         | 2008 TF138             | 8 d'octubre de 2008    | Mount Lemmon         | Mt. Lemmon Survey |
| 281532         | 2008 TL146             | 9 d'octubre de 2008    | Mount Lemmon         | Mt. Lemmon Survey |
| 281533         | 2008 TD160             | 1 d'octubre de 2008    | Kitt Peak            | Spacewatch        |
| 281534         | 2008 TO160             | 1 d'octubre de 2008    | Kitt Peak            | Spacewatch        |
| 281535         | 2008 TD171             | 10 d'octubre de 2008   | Kitt Peak            | Spacewatch        |
| 281536         | 2008 TY174             | 8 d'octubre de 2008    | Kitt Peak            | Spacewatch        |
| 281537         | 2008 TS177             | 4 d'octubre de 2008    | La Sagra             | La Sagra          |
| 281538         | 2008 TN182             | 1 d'octubre de 2008    | Kitt Peak            | Spacewatch        |
| 281539         | 2008 TY182             | 2 d'octubre de 2008    | Kitt Peak            | Spacewatch        |
| 281540         | 2008 TS188             | 10 d'octubre de 2008   | Kitt Peak            | Spacewatch        |
| 281541         | 2008 UC6               | 20 d'octubre de 2008   | Kitt Peak            | Spacewatch        |
| 281542         | 2008 UL19              | 19 d'octubre de 2008   | Kitt Peak            | Spacewatch        |
| 281543         | 2008 UE27              | 20 d'octubre de 2008   | Kitt Peak            | Spacewatch        |
| 281544         | 2008 UX27              | 20 d'octubre de 2008   | Kitt Peak            | Spacewatch        |
| 281545         | 2008 UZ30              | 20 d'octubre de 2008   | Kitt Peak            | Spacewatch        |
| 281546         | 2008 UD31              | 20 d'octubre de 2008   | Kitt Peak            | Spacewatch        |
| 281547         | 2008 UK31              | 20 d'octubre de 2008   | Kitt Peak            | Spacewatch        |
| 281548         | 2008 UX32              | 20 d'octubre de 2008   | Kitt Peak            | Spacewatch        |
| 281549         | 2008 UD38              | 20 d'octubre de 2008   | Kitt Peak            | Spacewatch        |
| 281550         | 2008 UX39              | 20 d'octubre de 2008   | Kitt Peak            | Spacewatch        |
| 281551         | 2008 UQ48              | 20 d'octubre de 2008   | Kitt Peak            | Spacewatch        |
| 281552         | 2008 UF49              | 20 d'octubre de 2008   | Kitt Peak            | Spacewatch        |
| 281553         | 2008 UG52              | 20 d'octubre de 2008   | Mount Lemmon         | Mt. Lemmon Survey |
| 281554         | 2008 UT54              | 20 d'octubre de 2008   | Mount Lemmon         | Mt. Lemmon Survey |
| 281555         | 2008 UU59              | 21 d'octubre de 2008   | Kitt Peak            | Spacewatch        |
| 281556         | 2008 UL71              | 21 d'octubre de 2008   | Mount Lemmon         | Mt. Lemmon Survey |
| 281557         | 2008 UV73              | 21 d'octubre de 2008   | Kitt Peak            | Spacewatch        |
| 281558         | 2008 UC74              | 21 d'octubre de 2008   | Kitt Peak            | Spacewatch        |
| 281559         | 2008 UF75              | 21 d'octubre de 2008   | Kitt Peak            | Spacewatch        |
| 281560         | 2008 UU75              | 21 d'octubre de 2008   | Kitt Peak            | Spacewatch        |
| 281561 Taitung | 2008 UL78              | 21 d'octubre de 2008   | Lulin                | LUSS              |
| 281562         | 2008 UT85              | 23 d'octubre de 2008   | Mount Lemmon         | Mt. Lemmon Survey |
| 281563         | 2008 UC87              | 23 d'octubre de 2008   | Mount Lemmon         | Mt. Lemmon Survey |
| 281564         | 2008 UQ87              | 23 d'octubre de 2008   | Lulin                | LUSS              |
| 281565         | 2008 UA89              | 24 d'octubre de 2008   | Mount Lemmon         | Mt. Lemmon Survey |
| 281566         | 2008 UQ92              | 24 d'octubre de 2008   | Socorro              | LINEAR            |
| 281567         | 2008 UR92              | 24 d'octubre de 2008   | Socorro              | LINEAR            |
| 281568         | 2008 UF93              | 24 d'octubre de 2008   | Socorro              | LINEAR            |
| 281569         | 2008 UV94              | 23 d'octubre de 2008   | Lulin                | LUSS              |
| 281570         | 2008 UH97              | 25 d'octubre de 2008   | Socorro              | LINEAR            |
| 281571         | 2008 UM98              | 26 d'octubre de 2008   | Socorro              | LINEAR            |
| 281572         | 2008 UJ100             | 27 d'octubre de 2008   | Bisei SG Center      | BATTeRS           |
| 281573         | 2008 UQ101             | 20 d'octubre de 2008   | Kitt Peak            | Spacewatch        |
| 281574         | 2008 UJ108             | 21 d'octubre de 2008   | Kitt Peak            | Spacewatch        |
| 281575         | 2008 UV110             | 22 d'octubre de 2008   | Kitt Peak            | Spacewatch        |
| 281576         | 2008 UZ116             | 22 d'octubre de 2008   | Kitt Peak            | Spacewatch        |
| 281577         | 2008 UL117             | 22 d'octubre de 2008   | Kitt Peak            | Spacewatch        |
| 281578         | 2008 UM127             | 22 d'octubre de 2008   | Kitt Peak            | Spacewatch        |
| 281579         | 2008 UN130             | 23 d'octubre de 2008   | Kitt Peak            | Spacewatch        |
| 281580         | 2008 UO132             | 23 d'octubre de 2008   | Kitt Peak            | Spacewatch        |
| 281581         | 2008 UT132             | 23 d'octubre de 2008   | Kitt Peak            | Spacewatch        |
| 281582         | 2008 UY136             | 23 d'octubre de 2008   | Kitt Peak            | Spacewatch        |
| 281583         | 2008 UL139             | 23 d'octubre de 2008   | Kitt Peak            | Spacewatch        |
| 281584         | 2008 UD141             | 23 d'octubre de 2008   | Kitt Peak            | Spacewatch        |
| 281585         | 2008 UU141             | 23 d'octubre de 2008   | Kitt Peak            | Spacewatch        |
| 281586         | 2008 UK143             | 23 d'octubre de 2008   | Kitt Peak            | Spacewatch        |
| 281587         | 2008 UM143             | 23 d'octubre de 2008   | Kitt Peak            | Spacewatch        |
| 281588         | 2008 UB145             | 23 d'octubre de 2008   | Kitt Peak            | Spacewatch        |
| 281589         | 2008 UH145             | 23 d'octubre de 2008   | Kitt Peak            | Spacewatch        |
| 281590         | 2008 UN148             | 23 d'octubre de 2008   | Kitt Peak            | Spacewatch        |
| 281591         | 2008 UE149             | 23 d'octubre de 2008   | Kitt Peak            | Spacewatch        |
| 281592         | 2008 UL151             | 23 d'octubre de 2008   | Kitt Peak            | Spacewatch        |
| 281593         | 2008 UJ156             | 23 d'octubre de 2008   | Kitt Peak            | Spacewatch        |
| 281594         | 2008 UG157             | 23 d'octubre de 2008   | Mount Lemmon         | Mt. Lemmon Survey |
| 281595         | 2008 UV157             | 23 d'octubre de 2008   | Mount Lemmon         | Mt. Lemmon Survey |
| 281596         | 2008 UP161             | 24 d'octubre de 2008   | Kitt Peak            | Spacewatch        |
| 281597         | 2008 UF167             | 24 d'octubre de 2008   | Kitt Peak            | Spacewatch        |
| 281598         | 2008 UP167             | 24 d'octubre de 2008   | Kitt Peak            | Spacewatch        |
| 281599         | 2008 UH175             | 24 d'octubre de 2008   | Mount Lemmon         | Mt. Lemmon Survey |
| 281600         | 2008 UO180             | 24 d'octubre de 2008   | Kitt Peak            | Spacewatch        |

## 281601-281700
| Nom    | Designació provisional | Data de descobriment   | Lloc de descobriment | Descobridor/s     |
| ------ | ---------------------- | ---------------------- | -------------------- | ----------------- |
| 281601 | 2008 UK181             | 24 d'octubre de 2008   | Mount Lemmon         | Mt. Lemmon Survey |
| 281602 | 2008 US184             | 24 d'octubre de 2008   | Kitt Peak            | Spacewatch        |
| 281603 | 2008 UP187             | 24 d'octubre de 2008   | Kitt Peak            | Spacewatch        |
| 281604 | 2008 UE188             | 24 d'octubre de 2008   | Kitt Peak            | Spacewatch        |
| 281605 | 2008 UK198             | 26 d'octubre de 2008   | Socorro              | LINEAR            |
| 281606 | 2008 UQ200             | 27 d'octubre de 2008   | Socorro              | LINEAR            |
| 281607 | 2008 UU201             | 28 d'octubre de 2008   | Socorro              | LINEAR            |
| 281608 | 2008 UJ203             | 28 d'octubre de 2008   | Socorro              | LINEAR            |
| 281609 | 2008 UK203             | 28 d'octubre de 2008   | Socorro              | LINEAR            |
| 281610 | 2008 UV208             | 23 d'octubre de 2008   | Kitt Peak            | Spacewatch        |
| 281611 | 2008 UQ210             | 23 d'octubre de 2008   | Kitt Peak            | Spacewatch        |
| 281612 | 2008 UQ211             | 23 d'octubre de 2008   | Mount Lemmon         | Mt. Lemmon Survey |
| 281613 | 2008 UV214             | 24 d'octubre de 2008   | Catalina             | CSS               |
| 281614 | 2008 UE215             | 24 d'octubre de 2008   | Catalina             | CSS               |
| 281615 | 2008 UC221             | 25 d'octubre de 2008   | Kitt Peak            | Spacewatch        |
| 281616 | 2008 UW223             | 25 d'octubre de 2008   | Catalina             | CSS               |
| 281617 | 2008 UY237             | 26 d'octubre de 2008   | Kitt Peak            | Spacewatch        |
| 281618 | 2008 UJ239             | 26 d'octubre de 2008   | Kitt Peak            | Spacewatch        |
| 281619 | 2008 UN250             | 27 d'octubre de 2008   | Kitt Peak            | Spacewatch        |
| 281620 | 2008 UY256             | 27 d'octubre de 2008   | Kitt Peak            | Spacewatch        |
| 281621 | 2008 UB263             | 27 d'octubre de 2008   | Kitt Peak            | Spacewatch        |
| 281622 | 2008 UQ266             | 28 d'octubre de 2008   | Kitt Peak            | Spacewatch        |
| 281623 | 2008 UF269             | 28 d'octubre de 2008   | Kitt Peak            | Spacewatch        |
| 281624 | 2008 UG274             | 28 d'octubre de 2008   | Kitt Peak            | Spacewatch        |
| 281625 | 2008 UE282             | 28 d'octubre de 2008   | Kitt Peak            | Spacewatch        |
| 281626 | 2008 UT283             | 28 d'octubre de 2008   | Mount Lemmon         | Mt. Lemmon Survey |
| 281627 | 2008 UY284             | 28 d'octubre de 2008   | Mount Lemmon         | Mt. Lemmon Survey |
| 281628 | 2008 UE286             | 28 d'octubre de 2008   | Mount Lemmon         | Mt. Lemmon Survey |
| 281629 | 2008 UG291             | 29 d'octubre de 2008   | Kitt Peak            | Spacewatch        |
| 281630 | 2008 UM297             | 29 d'octubre de 2008   | Kitt Peak            | Spacewatch        |
| 281631 | 2008 UL303             | 29 d'octubre de 2008   | Kitt Peak            | Spacewatch        |
| 281632 | 2008 UL304             | 29 d'octubre de 2008   | Mount Lemmon         | Mt. Lemmon Survey |
| 281633 | 2008 UO307             | 30 d'octubre de 2008   | Catalina             | CSS               |
| 281634 | 2008 UU310             | 30 d'octubre de 2008   | Kitt Peak            | Spacewatch        |
| 281635 | 2008 UT312             | 30 d'octubre de 2008   | Kitt Peak            | Spacewatch        |
| 281636 | 2008 UR315             | 30 d'octubre de 2008   | Kitt Peak            | Spacewatch        |
| 281637 | 2008 UN316             | 30 d'octubre de 2008   | Kitt Peak            | Spacewatch        |
| 281638 | 2008 UR316             | 30 d'octubre de 2008   | Kitt Peak            | Spacewatch        |
| 281639 | 2008 UT330             | 31 d'octubre de 2008   | Kachina              | J. Hobart         |
| 281640 | 2008 UV334             | 20 d'octubre de 2008   | Kitt Peak            | Spacewatch        |
| 281641 | 2008 UD335             | 21 d'octubre de 2008   | Kitt Peak            | Spacewatch        |
| 281642 | 2008 UT335             | 20 d'octubre de 2008   | Kitt Peak            | Spacewatch        |
| 281643 | 2008 UX336             | 20 d'octubre de 2008   | Kitt Peak            | Spacewatch        |
| 281644 | 2008 UV337             | 20 d'octubre de 2008   | Kitt Peak            | Spacewatch        |
| 281645 | 2008 UY337             | 20 d'octubre de 2008   | Kitt Peak            | Spacewatch        |
| 281646 | 2008 UA338             | 20 d'octubre de 2008   | Kitt Peak            | Spacewatch        |
| 281647 | 2008 UB339             | 22 d'octubre de 2008   | Mount Lemmon         | Mt. Lemmon Survey |
| 281648 | 2008 UK340             | 23 d'octubre de 2008   | Kitt Peak            | Spacewatch        |
| 281649 | 2008 UF342             | 28 d'octubre de 2008   | Mount Lemmon         | Mt. Lemmon Survey |
| 281650 | 2008 UP343             | 20 d'octubre de 2008   | Mount Lemmon         | Mt. Lemmon Survey |
| 281651 | 2008 UO344             | 30 d'octubre de 2008   | Kitt Peak            | Spacewatch        |
| 281652 | 2008 UX347             | 23 d'octubre de 2008   | Kitt Peak            | Spacewatch        |
| 281653 | 2008 US350             | 27 d'octubre de 2008   | Kitt Peak            | Spacewatch        |
| 281654 | 2008 UJ353             | 23 d'octubre de 2008   | Kitt Peak            | Spacewatch        |
| 281655 | 2008 UM353             | 28 d'octubre de 2008   | Kitt Peak            | Spacewatch        |
| 281656 | 2008 UG354             | 23 d'octubre de 2008   | Mount Lemmon         | Mt. Lemmon Survey |
| 281657 | 2008 UG359             | 27 d'octubre de 2008   | Mount Lemmon         | Mt. Lemmon Survey |
| 281658 | 2008 UZ361             | 24 d'octubre de 2008   | Catalina             | CSS               |
| 281659 | 2008 VZ10              | 2 de novembre de 2008  | Mount Lemmon         | Mt. Lemmon Survey |
| 281660 | 2008 VQ13              | 5 de novembre de 2008  | Ondrejov             | Ondrejov          |
| 281661 | 2008 VW13              | 8 de novembre de 2008  | Tzec Maun            | E. Schwab         |
| 281662 | 2008 VX15              | 1 de novembre de 2008  | Kitt Peak            | Spacewatch        |
| 281663 | 2008 VY17              | 1 de novembre de 2008  | Kitt Peak            | Spacewatch        |
| 281664 | 2008 VR22              | 1 de novembre de 2008  | Mount Lemmon         | Mt. Lemmon Survey |
| 281665 | 2008 VG23              | 1 de novembre de 2008  | Kitt Peak            | Spacewatch        |
| 281666 | 2008 VH27              | 2 de novembre de 2008  | Kitt Peak            | Spacewatch        |
| 281667 | 2008 VB31              | 2 de novembre de 2008  | Mount Lemmon         | Mt. Lemmon Survey |
| 281668 | 2008 VW46              | 3 de novembre de 2008  | Kitt Peak            | Spacewatch        |
| 281669 | 2008 VA51              | 4 de novembre de 2008  | Kitt Peak            | Spacewatch        |
| 281670 | 2008 VS57              | 6 de novembre de 2008  | Mount Lemmon         | Mt. Lemmon Survey |
| 281671 | 2008 VU57              | 6 de novembre de 2008  | Kitt Peak            | Spacewatch        |
| 281672 | 2008 VD60              | 7 de novembre de 2008  | Mount Lemmon         | Mt. Lemmon Survey |
| 281673 | 2008 VW70              | 8 de novembre de 2008  | Kitt Peak            | Spacewatch        |
| 281674 | 2008 VZ72              | 1 de novembre de 2008  | Mount Lemmon         | Mt. Lemmon Survey |
| 281675 | 2008 VA75              | 6 de novembre de 2008  | Catalina             | CSS               |
| 281676 | 2008 VR76              | 1 de novembre de 2008  | Mount Lemmon         | Mt. Lemmon Survey |
| 281677 | 2008 VS78              | 7 de novembre de 2008  | Mount Lemmon         | Mt. Lemmon Survey |
| 281678 | 2008 VA80              | 7 de novembre de 2008  | Mount Lemmon         | Mt. Lemmon Survey |
| 281679 | 2008 WE2               | 18 de novembre de 2008 | Socorro              | LINEAR            |
| 281680 | 2008 WG5               | 17 de novembre de 2008 | Kitt Peak            | Spacewatch        |
| 281681 | 2008 WA8               | 17 de novembre de 2008 | Kitt Peak            | Spacewatch        |
| 281682 | 2008 WW8               | 17 de novembre de 2008 | Kitt Peak            | Spacewatch        |
| 281683 | 2008 WJ13              | 19 de novembre de 2008 | Socorro              | LINEAR            |
| 281684 | 2008 WV22              | 18 de novembre de 2008 | Catalina             | CSS               |
| 281685 | 2008 WW22              | 18 de novembre de 2008 | Catalina             | CSS               |
| 281686 | 2008 WG31              | 19 de novembre de 2008 | Mount Lemmon         | Mt. Lemmon Survey |
| 281687 | 2008 WA34              | 17 de novembre de 2008 | Kitt Peak            | Spacewatch        |
| 281688 | 2008 WD36              | 17 de novembre de 2008 | Kitt Peak            | Spacewatch        |
| 281689 | 2008 WK36              | 17 de novembre de 2008 | Kitt Peak            | Spacewatch        |
| 281690 | 2008 WY38              | 17 de novembre de 2008 | Kitt Peak            | Spacewatch        |
| 281691 | 2008 WZ48              | 18 de novembre de 2008 | Catalina             | CSS               |
| 281692 | 2008 WK49              | 18 de novembre de 2008 | Catalina             | CSS               |
| 281693 | 2008 WC51              | 18 de novembre de 2008 | Kitt Peak            | Spacewatch        |
| 281694 | 2008 WN52              | 19 de novembre de 2008 | Kitt Peak            | Spacewatch        |
| 281695 | 2008 WS59              | 18 de novembre de 2008 | Socorro              | LINEAR            |
| 281696 | 2008 WW59              | 18 de novembre de 2008 | Socorro              | LINEAR            |
| 281697 | 2008 WD60              | 19 de novembre de 2008 | Socorro              | LINEAR            |
| 281698 | 2008 WU63              | 23 de novembre de 2008 | Calvin-Rehoboth      | L. A. Molnar      |
| 281699 | 2008 WX66              | 18 de novembre de 2008 | Kitt Peak            | Spacewatch        |
| 281700 | 2008 WF73              | 19 de novembre de 2008 | Mount Lemmon         | Mt. Lemmon Survey |

## 281701-281800
| Nom    | Designació provisional | Data de descobriment   | Lloc de descobriment | Descobridor/s          |
| ------ | ---------------------- | ---------------------- | -------------------- | ---------------------- |
| 281701 | 2008 WO76              | 20 de novembre de 2008 | Kitt Peak            | Spacewatch             |
| 281702 | 2008 WT79              | 20 de novembre de 2008 | Kitt Peak            | Spacewatch             |
| 281703 | 2008 WB91              | 23 de novembre de 2008 | Mount Lemmon         | Mt. Lemmon Survey      |
| 281704 | 2008 WJ93              | 21 de novembre de 2008 | Kitt Peak            | Spacewatch             |
| 281705 | 2008 WN95              | 23 de novembre de 2008 | Socorro              | LINEAR                 |
| 281706 | 2008 WO95              | 23 de novembre de 2008 | Socorro              | LINEAR                 |
| 281707 | 2008 WE97              | 18 de novembre de 2008 | Catalina             | CSS                    |
| 281708 | 2008 WU98              | 23 de novembre de 2008 | La Sagra             | La Sagra               |
| 281709 | 2008 WF103             | 27 de novembre de 2008 | La Sagra             | La Sagra               |
| 281710 | 2008 WU103             | 30 de novembre de 2008 | Mount Lemmon         | Mt. Lemmon Survey      |
| 281711 | 2008 WQ105             | 30 de novembre de 2008 | Mount Lemmon         | Mt. Lemmon Survey      |
| 281712 | 2008 WT106             | 30 de novembre de 2008 | Kitt Peak            | Spacewatch             |
| 281713 | 2008 WV107             | 30 de novembre de 2008 | Mount Lemmon         | Mt. Lemmon Survey      |
| 281714 | 2008 WH108             | 30 de novembre de 2008 | Catalina             | CSS                    |
| 281715 | 2008 WJ108             | 30 de novembre de 2008 | Catalina             | CSS                    |
| 281716 | 2008 WL109             | 30 de novembre de 2008 | Kitt Peak            | Spacewatch             |
| 281717 | 2008 WO113             | 30 de novembre de 2008 | Kitt Peak            | Spacewatch             |
| 281718 | 2008 WE114             | 30 de novembre de 2008 | Kitt Peak            | Spacewatch             |
| 281719 | 2008 WK114             | 30 de novembre de 2008 | Mount Lemmon         | Mt. Lemmon Survey      |
| 281720 | 2008 WJ117             | 30 de novembre de 2008 | Kitt Peak            | Spacewatch             |
| 281721 | 2008 WC122             | 30 de novembre de 2008 | Mount Lemmon         | Mt. Lemmon Survey      |
| 281722 | 2008 WM131             | 17 de novembre de 2008 | Catalina             | CSS                    |
| 281723 | 2008 WS135             | 19 de novembre de 2008 | Kitt Peak            | Spacewatch             |
| 281724 | 2008 WY135             | 19 de novembre de 2008 | Kitt Peak            | Spacewatch             |
| 281725 | 2008 WJ136             | 20 de novembre de 2008 | Kitt Peak            | Spacewatch             |
| 281726 | 2008 WF138             | 8 de setembre de 2007  | Anderson Mesa        | LONEOS                 |
| 281727 | 2008 XE1               | 2 de desembre de 2008  | Mayhill              | A. Lowe                |
| 281728 | 2008 XD10              | 2 de desembre de 2008  | Mount Lemmon         | Mt. Lemmon Survey      |
| 281729 | 2008 XY14              | 1 de desembre de 2008  | Kitt Peak            | Spacewatch             |
| 281730 | 2008 XZ30              | 2 de desembre de 2008  | Kitt Peak            | Spacewatch             |
| 281731 | 2008 XT53              | 1 de desembre de 2008  | Socorro              | LINEAR                 |
| 281732 | 2008 XB54              | 1 de desembre de 2008  | Socorro              | LINEAR                 |
| 281733 | 2008 XK54              | 2 de desembre de 2008  | Kitt Peak            | Spacewatch             |
| 281734 | 2008 YG1               | 19 de desembre de 2008 | La Sagra             | La Sagra               |
| 281735 | 2008 YE9               | 23 de desembre de 2008 | Dauban               | F. Kugel               |
| 281736 | 2008 YU11              | 21 de desembre de 2008 | Mount Lemmon         | Mt. Lemmon Survey      |
| 281737 | 2008 YB19              | 21 de desembre de 2008 | Mount Lemmon         | Mt. Lemmon Survey      |
| 281738 | 2008 YT19              | 21 de desembre de 2008 | Mount Lemmon         | Mt. Lemmon Survey      |
| 281739 | 2008 YW20              | 21 de desembre de 2008 | Mount Lemmon         | Mt. Lemmon Survey      |
| 281740 | 2008 YH27              | 22 de desembre de 2008 | Socorro              | LINEAR                 |
| 281741 | 2008 YY80              | 30 de desembre de 2008 | Kitt Peak            | Spacewatch             |
| 281742 | 2008 YY94              | 29 de desembre de 2008 | Kitt Peak            | Spacewatch             |
| 281743 | 2008 YY98              | 29 de desembre de 2008 | Kitt Peak            | Spacewatch             |
| 281744 | 2008 YR100             | 29 de desembre de 2008 | Kitt Peak            | Spacewatch             |
| 281745 | 2008 YZ115             | 29 de desembre de 2008 | Kitt Peak            | Spacewatch             |
| 281746 | 2008 YQ124             | 30 de desembre de 2008 | Kitt Peak            | Spacewatch             |
| 281747 | 2008 YX156             | 21 de desembre de 2008 | Catalina             | CSS                    |
| 281748 | 2008 YZ156             | 21 de desembre de 2008 | Kitt Peak            | Spacewatch             |
| 281749 | 2009 AY1               | 2 de gener de 2009     | Dauban               | F. Kugel               |
| 281750 | 2009 AQ36              | 15 de gener de 2009    | Kitt Peak            | Spacewatch             |
| 281751 | 2009 AR47              | 8 de gener de 2009     | Kitt Peak            | Spacewatch             |
| 281752 | 2009 BF6               | 1 de gener de 2009     | Kitt Peak            | Spacewatch             |
| 281753 | 2009 BD8               | 17 de gener de 2009    | Socorro              | LINEAR                 |
| 281754 | 2009 BT12              | 21 de gener de 2009    | Socorro              | LINEAR                 |
| 281755 | 2009 BV49              | 16 de gener de 2009    | Mount Lemmon         | Mt. Lemmon Survey      |
| 281756 | 2009 BP68              | 24 de gener de 2009    | Purple Mountain      | PMO NEO Survey Program |
| 281757 | 2009 BK98              | 26 de gener de 2009    | Mount Lemmon         | Mt. Lemmon Survey      |
| 281758 | 2009 BP120             | 31 de gener de 2009    | Kitt Peak            | Spacewatch             |
| 281759 | 2009 BC133             | 21 de setembre de 2005 | Uccle                | T. Pauwels             |
| 281760 | 2009 BP172             | 18 de gener de 2009    | Mount Lemmon         | Mt. Lemmon Survey      |
| 281761 | 2009 BR184             | 18 de gener de 2009    | Socorro              | LINEAR                 |
| 281762 | 2009 DJ58              | 22 de febrer de 2009   | Kitt Peak            | Spacewatch             |
| 281763 | 2009 DO58              | 22 de febrer de 2009   | Kitt Peak            | Spacewatch             |
| 281764 | 2009 DE67              | 24 de febrer de 2009   | Calar Alto           | F. Hormuth             |
| 281765 | 2009 FD29              | 22 de març de 2009     | Catalina             | CSS                    |
| 281766 | 2009 FM74              | 16 de març de 2009     | Purple Mountain      | PMO NEO Survey Program |
| 281767 | 2009 FE77              | 19 de març de 2009     | Kitt Peak            | Spacewatch             |
| 281768 | 2009 HN5               | 17 d'abril de 2009     | Kitt Peak            | Spacewatch             |
| 281769 | 2009 HD23              | 17 d'abril de 2009     | Kitt Peak            | Spacewatch             |
| 281770 | 2009 HG52              | 17 d'abril de 2009     | Catalina             | CSS                    |
| 281771 | 2009 RR23              | 26 de març de 2003     | Kitt Peak            | Spacewatch             |
| 281772 | 2009 RS26              | 13 de setembre de 2009 | ESA OGS              | ESA OGS                |
| 281773 | 2009 RG74              | 15 de setembre de 2009 | Kitt Peak            | Spacewatch             |
| 281774 | 2009 RG76              | 15 de setembre de 2009 | Kitt Peak            | Spacewatch             |
| 281775 | 2009 SW43              | 16 de setembre de 2009 | Kitt Peak            | Spacewatch             |
| 281776 | 2009 SK48              | 16 de setembre de 2009 | Kitt Peak            | Spacewatch             |
| 281777 | 2009 ST154             | 8 de febrer de 2007    | Mount Lemmon         | Mt. Lemmon Survey      |
| 281778 | 2009 SB168             | 19 de setembre de 2009 | Catalina             | CSS                    |
| 281779 | 2009 SP183             | 21 de setembre de 2009 | Kitt Peak            | Spacewatch             |
| 281780 | 2009 SO232             | 19 de setembre de 2009 | Catalina             | CSS                    |
| 281781 | 2009 SK234             | 27 de setembre de 2009 | Kitt Peak            | Spacewatch             |
| 281782 | 2009 SM234             | 16 de setembre de 2009 | Catalina             | CSS                    |
| 281783 | 2009 ST337             | 28 de setembre de 2009 | Catalina             | CSS                    |
| 281784 | 2009 SH352             | 20 de setembre de 2009 | Mount Lemmon         | Mt. Lemmon Survey      |
| 281785 | 2009 TO36              | 14 d'octubre de 2009   | La Sagra             | La Sagra               |
| 281786 | 2009 TY41              | 12 d'octubre de 2009   | Mount Lemmon         | Mt. Lemmon Survey      |
| 281787 | 2009 UG35              | 21 d'octubre de 2009   | Mount Lemmon         | Mt. Lemmon Survey      |
| 281788 | 2009 UO37              | 27 de juliol de 2001   | Palomar              | NEAT                   |
| 281789 | 2009 UP38              | 22 d'octubre de 2009   | Mount Lemmon         | Mt. Lemmon Survey      |
| 281790 | 2009 UL91              | 18 d'octubre de 2009   | Catalina             | CSS                    |
| 281791 | 2009 UD94              | 28 d'octubre de 2009   | La Sagra             | La Sagra               |
| 281792 | 2009 UC106             | 21 d'octubre de 2009   | Mount Lemmon         | Mt. Lemmon Survey      |
| 281793 | 2009 UX111             | 24 d'octubre de 2009   | Kitt Peak            | Spacewatch             |
| 281794 | 2009 US132             | 5 de gener de 2002     | Palomar              | NEAT                   |
| 281795 | 2009 UW137             | 24 d'octubre de 2009   | Catalina             | CSS                    |
| 281796 | 2009 VV7               | 8 de novembre de 2009  | Catalina             | CSS                    |
| 281797 | 2009 VA39              | 9 de novembre de 2009  | Kitt Peak            | Spacewatch             |
| 281798 | 2009 VP39              | 10 de novembre de 2009 | La Sagra             | La Sagra               |
| 281799 | 2009 VW47              | 9 de novembre de 2009  | Mount Lemmon         | Mt. Lemmon Survey      |
| 281800 | 2009 VW113             | 8 de novembre de 2009  | Kitt Peak            | Spacewatch             |

## 281801-281900
| Nom             | Designació provisional | Data de descobriment   | Lloc de descobriment | Descobridor/s          |
| --------------- | ---------------------- | ---------------------- | -------------------- | ---------------------- |
| 281801          | 2009 WS34              | 16 de novembre de 2009 | Kitt Peak            | Spacewatch             |
| 281802          | 2009 WO43              | 17 de novembre de 2009 | Kitt Peak            | Spacewatch             |
| 281803          | 2009 WG45              | 15 de març de 2007     | Mount Lemmon         | Mt. Lemmon Survey      |
| 281804          | 2009 WD48              | 19 de novembre de 2009 | Kitt Peak            | Spacewatch             |
| 281805          | 2009 WX53              | 17 de novembre de 2009 | Socorro              | LINEAR                 |
| 281806          | 2009 WX73              | 18 de novembre de 2009 | Kitt Peak            | Spacewatch             |
| 281807          | 2009 WC76              | 18 de novembre de 2009 | Kitt Peak            | Spacewatch             |
| 281808          | 2009 WH117             | 21 de novembre de 2003 | Kitt Peak            | M. W. Buie             |
| 281809          | 2009 WW119             | 20 de novembre de 2009 | Kitt Peak            | Spacewatch             |
| 281810          | 2009 WG133             | 22 de novembre de 2009 | Kitt Peak            | Spacewatch             |
| 281811          | 2009 WF139             | 26 de novembre de 2009 | Tzec Maun            | Tzec Maun              |
| 281812          | 2009 WR164             | 21 de novembre de 2009 | Kitt Peak            | Spacewatch             |
| 281813          | 2009 WB195             | 24 de novembre de 2009 | Purple Mountain      | PMO NEO Survey Program |
| 281814          | 2009 WM203             | 16 de novembre de 2009 | Kitt Peak            | Spacewatch             |
| 281815          | 2009 WR206             | 17 de novembre de 2009 | Kitt Peak            | Spacewatch             |
| 281816          | 2009 WZ214             | 21 de novembre de 2009 | Kitt Peak            | Spacewatch             |
| 281817          | 2009 WK215             | 26 de novembre de 2009 | Catalina             | CSS                    |
| 281818          | 2009 WL233             | 17 de novembre de 2009 | Mount Lemmon         | Mt. Lemmon Survey      |
| 281819          | 2009 WS250             | 24 de novembre de 2009 | Kitt Peak            | Spacewatch             |
| 281820 Monnaves | 2009 XW                | 9 de desembre de 2009  | Cabrils              | Observatorio Montcabre |
| 281821          | 2009 XH21              | 10 de desembre de 2009 | Mount Lemmon         | Mt. Lemmon Survey      |
| 281822          | 2009 XE24              | 11 de desembre de 2009 | Socorro              | LINEAR                 |
| 281823          | 2009 XQ24              | 10 de desembre de 2009 | Mount Lemmon         | Mt. Lemmon Survey      |
| 281824          | 2009 YN5               | 17 de desembre de 2009 | Mount Lemmon         | Mt. Lemmon Survey      |
| 281825          | 2009 YA7               | 18 de desembre de 2009 | Tzec Maun            | Tzec Maun              |
| 281826          | 2009 YG20              | 26 de desembre de 2009 | Kitt Peak            | Spacewatch             |
| 281827          | 2009 YT23              | 18 de desembre de 2009 | Kitt Peak            | Spacewatch             |
| 281828          | 2009 YN25              | 19 de desembre de 2009 | Kitt Peak            | Spacewatch             |
| 281829          | 2010 AR5               | 5 de gener de 2010     | Kitt Peak            | Spacewatch             |
| 281830          | 2010 AF20              | 7 de gener de 2010     | Mount Lemmon         | Mt. Lemmon Survey      |
| 281831          | 2010 AG41              | 6 de gener de 2010     | Kitt Peak            | Spacewatch             |
| 281832          | 2010 AA65              | 11 de gener de 2010    | Kitt Peak            | Spacewatch             |
| 281833          | 2010 AC65              | 11 de gener de 2010    | Kitt Peak            | Spacewatch             |
| 281834          | 2010 AO68              | 12 de gener de 2010    | Kitt Peak            | Spacewatch             |
| 281835          | 2010 AR68              | 12 de gener de 2010    | Catalina             | CSS                    |
| 281836          | 2010 AM71              | 12 de gener de 2010    | Mount Lemmon         | Mt. Lemmon Survey      |
| 281837          | 2010 AV71              | 13 de gener de 2010    | Kitt Peak            | Spacewatch             |
| 281838          | 2010 AX72              | 13 de gener de 2010    | Mount Lemmon         | Mt. Lemmon Survey      |
| 281839          | 2010 AY77              | 14 de gener de 2010    | Kitt Peak            | Spacewatch             |
| 281840          | 2010 AB79              | 12 de gener de 2010    | Catalina             | CSS                    |
| 281841          | 2010 AM80              | 8 de gener de 2010     | Kitt Peak            | Spacewatch             |
| 281842          | 2010 AL81              | 12 de gener de 2010    | Kitt Peak            | Spacewatch             |
| 281843          | 2010 CS24              | 9 de febrer de 2010    | Mount Lemmon         | Mt. Lemmon Survey      |
| 281844          | 2010 CR29              | 9 de febrer de 2010    | Kitt Peak            | Spacewatch             |
| 281845          | 2010 CH41              | 6 de febrer de 2010    | Mount Lemmon         | Mt. Lemmon Survey      |
| 281846          | 2010 CR41              | 5 de febrer de 2010    | Catalina             | CSS                    |
| 281847          | 2010 CC44              | 13 de febrer de 2010   | Calvin-Rehoboth      | Calvin College         |
| 281848          | 2010 CR55              | 12 de febrer de 2010   | Socorro              | LINEAR                 |
| 281849          | 2010 CO62              | 9 de febrer de 2010    | Catalina             | CSS                    |
| 281850          | 2010 CP67              | 10 de febrer de 2010   | Kitt Peak            | Spacewatch             |
| 281851          | 2010 CC70              | 13 de febrer de 2010   | Mount Lemmon         | Mt. Lemmon Survey      |
| 281852          | 2010 CP77              | 13 de febrer de 2010   | Mount Lemmon         | Mt. Lemmon Survey      |
| 281853          | 2010 CS78              | 13 de febrer de 2010   | Mount Lemmon         | Mt. Lemmon Survey      |
| 281854          | 2010 CH82              | 13 de febrer de 2010   | Kitt Peak            | Spacewatch             |
| 281855          | 2010 CA94              | 2 d'octubre de 2003    | Kitt Peak            | Spacewatch             |
| 281856          | 2010 CP96              | 14 de febrer de 2010   | Mount Lemmon         | Mt. Lemmon Survey      |
| 281857          | 2010 CK128             | 9 de febrer de 2010    | Catalina             | CSS                    |
| 281858          | 2010 CY128             | 9 de febrer de 2010    | Catalina             | CSS                    |
| 281859          | 2010 CV138             | 15 de febrer de 2010   | Mount Lemmon         | Mt. Lemmon Survey      |
| 281860          | 2010 CK139             | 9 de febrer de 2010    | Catalina             | CSS                    |
| 281861          | 2010 CZ165             | 10 de febrer de 2010   | Kitt Peak            | Spacewatch             |
| 281862          | 2010 CM167             | 14 de febrer de 2010   | Mount Lemmon         | Mt. Lemmon Survey      |
| 281863          | 2010 CN179             | 9 de febrer de 2010    | Catalina             | CSS                    |
| 281864          | 2010 CX243             | 2 de febrer de 2010    | WISE                 | WISE                   |
| 281865          | 2010 DL11              | 16 de febrer de 2010   | Mount Lemmon         | Mt. Lemmon Survey      |
| 281866          | 2010 DW11              | 16 de febrer de 2010   | Mount Lemmon         | Mt. Lemmon Survey      |
| 281867          | 2010 DR41              | 17 de febrer de 2010   | Kitt Peak            | Spacewatch             |
| 281868          | 2010 DH70              | 28 de febrer de 2010   | WISE                 | WISE                   |
| 281869          | 2010 EV2               | 5 de març de 2010      | Farra d'Isonzo       | Farra d'Isonzo         |
| 281870          | 2010 EH66              | 10 de març de 2010     | Purple Mountain      | PMO NEO Survey Program |
| 281871          | 2010 EX88              | 14 de març de 2010     | Mount Lemmon         | Mt. Lemmon Survey      |
| 281872          | 2010 EU92              | 14 de març de 2010     | Kitt Peak            | Spacewatch             |
| 281873          | 2010 EC99              | 14 de març de 2010     | Kitt Peak            | Spacewatch             |
| 281874          | 2010 ES102             | 15 de març de 2010     | Mount Lemmon         | Mt. Lemmon Survey      |
| 281875          | 2010 ES138             | 15 de març de 2010     | Mount Lemmon         | Mt. Lemmon Survey      |
| 281876          | 2010 FP35              | 18 de març de 2010     | WISE                 | WISE                   |
| 281877          | 2010 FA83              | 19 de març de 2010     | Kitt Peak            | Spacewatch             |
| 281878          | 2010 GT24              | 7 d'abril de 2010      | Mount Lemmon         | Mt. Lemmon Survey      |
| 281879          | 2010 GW119             | 20 d'octubre de 2003   | Kitt Peak            | Spacewatch             |
| 281880          | 2010 GK126             | 16 d'agost de 2007     | XuYi                 | PMO NEO Survey Program |
| 281881          | 2010 HO78              | 20 d'abril de 2010     | Kitt Peak            | Spacewatch             |
| 281882          | 2010 HD104             | 20 d'abril de 2010     | Siding Spring        | Siding Spring Survey   |
| 281883          | 2010 JB49              | 7 de maig de 2010      | Kitt Peak            | Spacewatch             |
| 281884          | 2010 JM83              | 6 de maig de 2010      | Mount Lemmon         | Mt. Lemmon Survey      |
| 281885          | 2010 JH163             | 8 de maig de 2010      | Mount Lemmon         | Mt. Lemmon Survey      |
| 281886          | 2010 KM110             | 29 de maig de 2010     | WISE                 | WISE                   |
| 281887          | 2010 LR1               | 5 de juny de 2010      | Pla D'Arguines       | R. Ferrando            |
| 281888          | 2010 LY33              | 1 de juny de 2010      | Kitt Peak            | Spacewatch             |
| 281889          | 2010 LC62              | 5 de juny de 2010      | Kitt Peak            | Spacewatch             |
| 281890          | 2010 OA74              | 25 de juliol de 2010   | WISE                 | WISE                   |
| 281891          | 2010 PA78              | 16 de juny de 2009     | Kitt Peak            | Spacewatch             |
| 281892          | 2010 XL19              | 16 de novembre de 2006 | Kitt Peak            | Spacewatch             |
| 281893          | 2011 AS                | 29 d'octubre de 2002   | Palomar              | NEAT                   |
| 281894          | 2011 AF29              | 2 de febrer de 2000    | Kitt Peak            | Spacewatch             |
| 281895          | 2011 AC49              | 4 de desembre de 2005  | Kitt Peak            | Spacewatch             |
| 281896          | 2011 BQ                | 22 de novembre de 2006 | Mount Lemmon         | Mt. Lemmon Survey      |
| 281897          | 2011 BS5               | 5 de setembre de 2000  | Kitt Peak            | Spacewatch             |
| 281898          | 2011 BP25              | 10 de maig de 2007     | Catalina             | CSS                    |
| 281899          | 2011 CW9               | 6 de desembre de 2005  | Kitt Peak            | Spacewatch             |
| 281900          | 2011 CP17              | 27 de febrer de 2006   | Kitt Peak            | Spacewatch             |

## 281901-282000
| Nom    | Designació provisional | Data de descobriment   | Lloc de descobriment | Descobridor/s            |
| ------ | ---------------------- | ---------------------- | -------------------- | ------------------------ |
| 281901 | 2011 CR17              | 7 de desembre de 2002  | Kitt Peak            | Spacewatch               |
| 281902 | 2011 CB19              | 3 de febrer de 2000    | Socorro              | LINEAR                   |
| 281903 | 2011 CP20              | 2 de març de 2000      | Kitt Peak            | Spacewatch               |
| 281904 | 2011 CX49              | 25 d'agost de 2004     | Kitt Peak            | Spacewatch               |
| 281905 | 2011 CJ72              | 13 de maig de 2007     | Mount Lemmon         | Mt. Lemmon Survey        |
| 281906 | 2011 CB77              | 25 de novembre de 2009 | Mount Lemmon         | Mt. Lemmon Survey        |
| 281907 | 2011 DX2               | 16 d'octubre de 2006   | Catalina             | CSS                      |
| 281908 | 2011 EQ16              | 11 d'agost de 1997     | Kitt Peak            | Spacewatch               |
| 281909 | 2011 ED24              | 17 de gener de 2005    | Kitt Peak            | Spacewatch               |
| 281910 | 2011 EG28              | 19 d'octubre de 2003   | Apache Point         | Sloan Digital Sky Survey |
| 281911 | 2011 EU51              | 25 de març de 2006     | Kitt Peak            | Spacewatch               |
| 281912 | 2011 EX52              | 13 de desembre de 2006 | Kitt Peak            | Spacewatch               |
| 281913 | 2011 EZ53              | 9 d'octubre de 1993    | La Silla             | E. W. Elst               |
| 281914 | 2011 EF63              | 9 d'abril de 2003      | Palomar              | NEAT                     |
| 281915 | 2011 ET71              | 23 de setembre de 2005 | Catalina             | CSS                      |
| 281916 | 2011 EW76              | 1 de desembre de 2005  | Mount Lemmon         | Mt. Lemmon Survey        |
| 281917 | 2011 FA                | 27 de novembre de 1998 | Kitt Peak            | Spacewatch               |
| 281918 | 2011 FE2               | 10 d'abril de 2003     | Kitt Peak            | Spacewatch               |
| 281919 | 2011 FO6               | 17 de març de 2005     | Kitt Peak            | Spacewatch               |
| 281920 | 2011 FR9               | 29 de setembre de 2008 | Catalina             | CSS                      |
| 281921 | 2011 FN11              | 8 d'abril de 2002      | Kitt Peak            | Spacewatch               |
| 281922 | 2011 FY11              | 11 de setembre de 2002 | Palomar              | NEAT                     |
| 281923 | 2011 FX12              | 1 de maig de 1997      | Kitt Peak            | Spacewatch               |
| 281924 | 2011 FZ12              | 14 de desembre de 2001 | Kitt Peak            | Spacewatch               |
| 281925 | 2011 FT13              | 6 de febrer de 2006    | Mount Lemmon         | Mt. Lemmon Survey        |
| 281926 | 2011 FW13              | 13 de març de 2005     | Kitt Peak            | Spacewatch               |
| 281927 | 2011 FV19              | 16 d'octubre de 1999   | Kitt Peak            | Spacewatch               |
| 281928 | 2011 FN30              | 22 de setembre de 2008 | Kitt Peak            | Spacewatch               |
| 281929 | 2011 FB32              | 21 de novembre de 2003 | Kitt Peak            | Spacewatch               |
| 281930 | 2011 FG45              | 15 de gener de 2001    | Kitt Peak            | Spacewatch               |
| 281931 | 2011 FV46              | 8 d'octubre de 2004    | Kitt Peak            | Spacewatch               |
| 281932 | 2011 FL48              | 14 de maig de 2004     | Kitt Peak            | Spacewatch               |
| 281933 | 2011 FJ83              | 9 d'octubre de 2002    | Socorro              | LINEAR                   |
| 281934 | 2011 FG138             | 9 de setembre de 2008  | Mount Lemmon         | Mt. Lemmon Survey        |
| 281935 | 2011 FF142             | 23 de setembre de 2008 | Kitt Peak            | Spacewatch               |
| 281936 | 2011 FT142             | 13 de febrer de 2007   | Mount Lemmon         | Mt. Lemmon Survey        |
| 281937 | 2011 FZ142             | 2 d'abril de 2006      | Mount Lemmon         | Mt. Lemmon Survey        |
| 281938 | 2011 FC143             | 3 de març de 2005      | Kitt Peak            | Spacewatch               |
| 281939 | 2011 FQ143             | 31 de gener de 2006    | Mount Lemmon         | Mt. Lemmon Survey        |
| 281940 | 2011 FH147             | 7 de setembre de 2004  | Kitt Peak            | Spacewatch               |
| 281941 | 2011 FF148             | 15 d'octubre de 1995   | Kitt Peak            | Spacewatch               |
| 281942 | 2011 FD150             | 30 de novembre de 2005 | Kitt Peak            | Spacewatch               |
| 281943 | 2011 FM154             | 27 de febrer de 2007   | Kitt Peak            | Spacewatch               |
| 281944 | 2011 GT3               | 23 de setembre de 2008 | Mount Lemmon         | Mt. Lemmon Survey        |
| 281945 | 2011 GR9               | 5 d'abril de 2003      | Anderson Mesa        | LONEOS                   |
| 281946 | 2011 GH12              | 18 de març de 2002     | Kitt Peak            | Spacewatch               |
| 281947 | 2011 GG31              | 29 de febrer de 2000   | Socorro              | LINEAR                   |
| 281948 | 2011 GH32              | 25 d'abril de 2007     | Kitt Peak            | Spacewatch               |
| 281949 | 2011 GA34              | 9 d'octubre de 2004    | Kitt Peak            | Spacewatch               |
| 281950 | 2011 GS36              | 5 de setembre de 2007  | Catalina             | CSS                      |
| 281951 | 2011 GR39              | 5 de febrer de 2006    | Mount Lemmon         | Mt. Lemmon Survey        |
| 281952 | 2011 GE46              | 12 de març de 1996     | Kitt Peak            | Spacewatch               |
| 281953 | 2011 GU46              | 5 de març de 2006      | Kitt Peak            | Spacewatch               |
| 281954 | 2011 GJ55              | 29 de setembre de 2003 | Kitt Peak            | Spacewatch               |
| 281955 | 2011 GM55              | 14 de desembre de 2004 | Kitt Peak            | Spacewatch               |
| 281956 | 2011 GU55              | 10 de febrer de 2005   | Campo Imperatore     | CINEOS                   |
| 281957 | 2011 GR57              | 23 de setembre de 2008 | Mount Lemmon         | Mt. Lemmon Survey        |
| 281958 | 2011 GP58              | 23 d'agost de 2001     | Kitt Peak            | Spacewatch               |
| 281959 | 2011 GG59              | 13 de març de 2003     | Kitt Peak            | Spacewatch               |
| 281960 | 2011 GF61              | 27 de juliol de 2001   | Anderson Mesa        | LONEOS                   |
| 281961 | 2011 GK63              | 11 de març de 2002     | Kitt Peak            | Spacewatch               |
| 281962 | 2011 GX63              | 1 de novembre de 2005  | Mount Lemmon         | Mt. Lemmon Survey        |
| 281963 | 2011 GB64              | 3 d'octubre de 2008    | Mount Lemmon         | Mt. Lemmon Survey        |
| 281964 | 2011 GN65              | 19 de novembre de 2004 | Catalina             | CSS                      |
| 281965 | 2011 GP66              | 25 de febrer de 2007   | Kitt Peak            | Spacewatch               |
| 281966 | 2011 GZ66              | 8 de desembre de 2005  | Kitt Peak            | Spacewatch               |
| 281967 | 2011 GO69              | 22 d'agost de 2007     | Anderson Mesa        | LONEOS                   |
| 281968 | 2011 GR69              | 24 de maig de 2001     | Cerro Tololo         | M. W. Buie               |
| 281969 | 2011 GT69              | 27 de setembre de 2003 | Kitt Peak            | Spacewatch               |
| 281970 | 2011 GV69              | 8 d'agost de 2007      | Siding Spring        | Siding Spring Survey     |
| 281971 | 2011 GC70              | 1 de desembre de 2005  | Kitt Peak            | Spacewatch               |
| 281972 | 2011 GF70              | 7 d'octubre de 2004    | Kitt Peak            | Spacewatch               |
| 281973 | 2011 GV71              | 18 de desembre de 2004 | Mount Lemmon         | Mt. Lemmon Survey        |
| 281974 | 2011 GM72              | 3 de maig de 2002      | Kitt Peak            | Spacewatch               |
| 281975 | 2011 GR72              | 30 de setembre de 2003 | Kitt Peak            | Spacewatch               |
| 281976 | 2011 GC78              | 23 de juny de 1995     | Kitt Peak            | Spacewatch               |
| 281977 | 2011 HS8               | 18 de desembre de 1995 | Kitt Peak            | Spacewatch               |
| 281978 | 2011 HQ9               | 21 de desembre de 2006 | Kitt Peak            | Spacewatch               |
| 281979 | 2011 HR10              | 25 de juny de 2000     | Kitt Peak            | Spacewatch               |
| 281980 | 2011 HB11              | 2 de desembre de 2005  | Kitt Peak            | Spacewatch               |
| 281981 | 2011 HJ12              | 23 de gener de 2006    | Kitt Peak            | Spacewatch               |
| 281982 | 2011 HN13              | 12 de gener de 2004    | Palomar              | NEAT                     |
| 281983 | 2011 HX17              | 25 de març de 2006     | Kitt Peak            | Spacewatch               |
| 281984 | 2011 HQ18              | 16 de febrer de 2002   | Kitt Peak            | Spacewatch               |
| 281985 | 2011 HR18              | 9 de març de 2005      | Catalina             | CSS                      |
| 281986 | 2011 HK20              | 2 de febrer de 2001    | Kitt Peak            | Spacewatch               |
| 281987 | 2011 HV21              | 22 de maig de 2003     | Kitt Peak            | Spacewatch               |
| 281988 | 2011 HY21              | 10 de març de 2005     | Catalina             | CSS                      |
| 281989 | 2011 HE23              | 23 de novembre de 1998 | Kitt Peak            | Spacewatch               |
| 281990 | 2011 HZ25              | 12 d'octubre de 2001   | Haleakala            | NEAT                     |
| 281991 | 2011 HM26              | 27 de febrer de 2006   | Mount Lemmon         | Mt. Lemmon Survey        |
| 281992 | 2011 HU27              | 16 de març de 2007     | Catalina             | CSS                      |
| 281993 | 2011 HW28              | 20 d'octubre de 1995   | Kitt Peak            | Spacewatch               |
| 281994 | 2011 HY28              | 31 de gener de 2003    | Palomar              | NEAT                     |
| 281995 | 2011 HC29              | 20 d'abril de 1996     | Kitt Peak            | Spacewatch               |
| 281996 | 2011 HX29              | 3 de març de 2005      | Kitt Peak            | Spacewatch               |
| 281997 | 2011 HR32              | 1 d'agost de 2001      | Palomar              | NEAT                     |
| 281998 | 2011 HF35              | 21 de setembre de 2001 | Palomar              | NEAT                     |
| 281999 | 2011 HH36              | 11 de novembre de 2004 | Catalina             | CSS                      |
| 282000 | 2011 HU36              | 18 de desembre de 2003 | Kitt Peak            | Spacewatch               |